# ガーゴイルズ
『ガーゴイルズ』（英語: Gargoyles）は、1994年から1997年まで放送されたアメリカ合衆国のテレビアニメ。また、作品の主人公達の名称。全3シーズン、78話。日本では2005年12月2日からトゥーン・ディズニーで放送された。

## 概要
過去から現代に復活した魔物であるガーゴイルの活躍を描く。ディズニー製作ながらも、愛憎、憎悪、嫉妬などの暗い部分も多く描かれた。特にデモーナが主人公である過去編では、戦争の物語であるためどうしても殺人の描写も多くなり（ただし、血飛沫すらも飛ばない）、暗い描写もある。しかしその一方、中盤でゴライアスの娘であるアンジェラが登場してからは、親子の情愛や絆、父娘の悲哀などの愛をテーマにしたストーリーも増えている。現代編では何度も敵に攫われて人質にされ、女性のエリサに何度も助けられ、終盤からは自分の実の娘にも何度も救出される主人公という、世界のアニメ史上では初の設定で話題を呼び、さらに一般人の主婦が主人公と共に敵に挑む、主人公が娘と共に元妻に戦いを挑む、主人公が元妻の暴力に怯えて娘に守られる、人間の王女が主人公を毎回圧倒した宿敵をあっさり倒すなど、アニメではありえない描写もあった。序盤から中盤まではゴライアスとエリサとデモーナの三角関係が中心に描かれていたが、終盤からはアンジェラとゴライアスとデモーナの三角関係に変わっていき、娘のアンジェラと仲良くする元夫のゴライアスにデモーナが嫉妬し、ゴライアスとデモーナのアンジェラ争奪戦へと変わっていった。なお、製作は1994年だが本編の年代は1995年の初頭である。
公式サイトによると、作風には『ティーンエイジ・ミュータント・ニンジャ・タートルズ』や『デビルマン』の影響を受けたとされており、初期の内容などが『デビルマン』に似ているのはスタッフ達がファンであったため、あえて行ったことである。ただし、当然ながらその後のストーリーは全く異なる。また、本作と同じくダークな『美女と野獣』が2011年にエマ・ワトソン主演で制作されている。
ディズニー初のダーク・ファンタジーで物語の重要なテーマに「愛」を置き、子供向け作品というよりも大人向けともいうべきラブストーリーで、シリーズ後半ではブリジット・バーコが声優として参加したこともあり、終盤のラブストーリーはブリジットの主演映画である『続・蘭の女　官能のレッドシューズ』や『ダーク・アイランド/堕ちた楽園』などの大人向け恋愛映画の影響を多いに受けたとされている。ドミニク・デスティーヌとエリサのキャットファイトやデモーナ、アンジェラ母娘のサービスカットもあった他、アメリカアニメながら女性のフォックス・ザナトスが狼女から元に戻るシーンでのヌードシーンまである。

## あらすじ
舞台は、西暦994年イギリスのスコットランドのワイバーン城。バイキング族長ヘイコン達により城が落城寸前となったとき日没により城に住むゴライアスら鳥獣の魔物ガーゴイル達が目覚め城は救われたものの、翌日には守衛の隊長の裏切りによりワイバーン城が落城。キャサリン王女とメイガスらもヘイコンらに囚われてしまう。ゴライアスらが駆けつけ、仲違いを始めたヘイコンと隊長は共に崖から落下して転落死し、王女はゴライアスに救われるが、王女が死んだと勘違いしたメイガスにより5人のガーゴイルが「城が天を越えたときまで眠り続ける」呪いにより彫像にされてしまう。そのことに絶望したゴライアスは孵化する前のアンジェラらを王女達に託し自らも呪いにより石化する。それから1000年後、1995年の初頭、大富豪デヴィッド・ザナトスとデモーナによりワイバーン城はザナトスのタワーの屋上に輸送され城が天を超えたため呪いが解け再び6人のガーゴイルが現代のマンハッタンで覚醒するのであった。そして、ゴライアスらマンハッタン一族は人間の女性で刑事のエリサ・マーザと出会い、はじめはエリサに恐怖心と疑惑を抱くゴライアスだったが、次第に信用し愛と正義を学んでいく。そしてゴライアスはマンハッタンに住み現代のバーバリアンから町と人間を守っていくことを決意する。しかし、人間を憎悪するゴライアスの妻デモーナはそれをよしとせず次々に刺客を送り込んでくる。さらに新しい強敵達も加わり戦いが激化していく中、新たにアバロン一族のアンジェラが仲間に加わる。ゴライアスは娘アンジェラと共に新たなる野望抱くデモーナに戦いを挑むこととなる。

### シーズン1
994年から1995年に蘇ったガーゴイルの活躍を描く。同時進行で現代編と過去編のストーリーでそれぞれ元夫婦のゴライアスとデモーナが主人公となっている。エリサを絡めての三角関係も展開され、比較的に内容は明るくサイボーグやロボットなどが多く登場する。全13話。

### シーズン2
シーズン1よりもストーリーは暗く、過去編と現代編で独立したストーリーが顕著になっていき過去の戦争や神話や神獣との戦いなどファンタジー色が強く、それ以上に愛憎劇も多く描かれ、三角関係は元夫婦のゴライアスとデモーナが娘のアンジェラを取り合うという内容となっていった。アンジェラ登場後からエリサの戦闘での活躍は少なくなる。全52話。

### シーズン3 （GARGOYLES: The Goliath Chronicles）ガーゴイルズ：ゴライアスクロニクルズ
スタッフが総入れ替えし、過去編とは完全に決別しまたタイトルが示すように、ゴライアスが主人公となっているため過去編の主人公であるデモーナは1話しか登場しない。敵キャラクターもほとんどクオリーメンしか登場せず、不人気により打ち切りとなった。エリサはほとんど登場せずエリサのポジションはアンジェラが引き継いでいる。全13話。

## 他のディズニー作品との違い
- 他のディズニー作品では、最後に主人公と対決するのは、赤の他人か主人公が動物などであれば捕食目的の生物であるが、本作では主人公と対決するのは主人公と同じ日に同じ時間に同じ部屋で生まれ結婚し娘まで儲けた自分の親友でもあった妻である。
- 一つのアニメの過去編と現代編のストーリーが同時進行で現代編の主人公であるゴライアスは登場せず、過去編ではデモーナやキャサリン王女などが主人公である。
- 他のディズニー作品と違い主人公が既に結婚し、もうすぐ娘が生まれるという幸せの絶頂に悲劇が起き、どんどん堕ちていく主人公を描いている。宿敵には勝利したものの、主人公が孤独に絶叫するというのも本作のみ。

## シナリオ
本作の大きな特徴として挙げられるのが、ゴライアスを主人公にした現代編（1995年）と、ゴライアスの妻であるデモーナを主人公にした過去編（994年）のストーリーが独立して放送され、それぞれが並行して描かれており、過去編と現代編の内容がフラッシュバックし2時代同時進行でストーリーが展開されていくのが本作の特徴でもある。また、過去編ではキャサリン王女などの過去編の人物が主役になる場合もある。

## 用語
ガーゴイル
古代から中世にかけて世界中に存在していた鳥獣の魔物。主なエネルギーは太陽光と月光と夜の暗闇のハイブリッドエネルギーで最大の特徴は昼は彫像の姿をしており、夜になると戦士へと変身する。ただし、朝になり太陽光を浴びると強制的に石化してしまいその際は完全な無防備状態となる。だが、彫像化状態でもかなりの強度を誇るため基本的に破壊は難しく、ゴライアス達の場合はエリサという強力な味方がいるため対した脅威ではなかった。さらに、コミック版では変身状態でいる限り石化することはないという設定である。基本的に雌のガーゴイルのほうが美形である。仲がいい雌雄のガーゴイルが夫婦となり雌のガーゴイルが卵を産卵して卵が孵化することにより誕生する。一族のリーダーは一般的に雄のガーゴイルが務めるが、シディアナやウーナに野盗時代のデモーナやアバロン一族のアンジェラなどの例外も存在する。ガーゴイルの体臭はロビンソンによると「石膏臭い」とのことであるが、デモーナ＝ドミニクの匂いをゴライアスやマクベスやサイラゴがしきりに嗅いでいたり、コールドストーンがアンジェラの髪の匂いを嗅いで「いい匂い」がするとしていたこともあり、これが雌のガーゴイル特有のものなのかデモーナとアンジェラのみ「いい匂い」がするのかは不明である。
ワイバーン城
イギリスのスコットランドの城。過去編の初期の頃は王女の父親が王として城主を務めていた。後に王が死んだため、王女が新たなる城主となった。城には守衛としてゴライアスらマンハッタン一族と人間の住民達と軍人達が住んでいた。落城の際にかなりの部分が破壊され、その後は廃墟と化していた。現代編ではザナトスによりマンハッタンに城ごとヘリで輸送され、ザナトスタワーの屋上に設置された。一度はゴライアスらもザナトスにより追放されるが、ゴライアスがザナトスと和解したことにより再びゴライアスらの棲み家となった。
時計台
エリサの勤めている警察署の使われていない最上階の時計台。ザナトスによりワイバーン城を追い出されたゴライアスらの新たなる家となった。ようするに、ゴライアスらは自分達を狙っている警察署の屋上に住んでいたわけである。エリサのプレゼントでテレビが装備されマンハッタン一族がよく取り合いをしていた。アニメ・コミック共に『ハンターの執念』三部作でゴライアスの余計な行動のためロビン・キャンモアに発信機で位置を特定され、飛行船のミサイルにより爆破され破壊され住めなくなった。その後、マンハッタン一族はワイバーン城に移住した。

## アイテム
オーディンの瞳
かつてアーチメイジに奪われたオーディンの右目でアーチメイジが紛失していたがデモーナが探し出したもの。普通の人間が身につければ即座にワーウルフ(狼人間)化し、変身を続ければ過労により死を招く呪われたアイテムである。ザナトスの妻のフォックスが身に付けたときにはウルフフォックスに変身した。アーチメイジはフェニックスゲートを胸に着けることにより瞳の力を抑制することに成功している。しかし、瞳の影響により容姿が人間から異形の者へと変化しはじめていた。ガーゴイルが身に付けた場合は狼人間化せずにパワーアップするようであり、ゴライアスが身につけたときにはオーディンゴライアス化し理性を失い始めていたものの、その力を持ち主であるオーディン以上に使いこなしていた。反面装着者へのキックバックも大きく、オーディン以外の資質のない者がオーディンの瞳を装着して変身した場合は、瞬時に装着者の死を招く。しかし、普段から太陽光を吸収しているゴライアスは装着しても平気であった。デモーナがつけた場合はオーディンデモーナとなるがつけることはなかった。最後はゴライアスが持ち主であるオーディンに返却している。
フェニックスゲート
呪文を唱えることにより自在に過去と現在を行来きできる魔法のアイテムである。本来の持ち主はエレナ王女で婚礼時にワイバーン城に安置されていたが、デモーナがアーチメイジの命令により奪った。しかし、デモーナはアーチメイジに渡さずにゴライアスにプロポーズしたときに半分に割り結婚指輪代わりにゴライアスに渡していた。当初は半分だったために使用不能だったが後にデモーナが再生させた。デモーナが過去を変えるために使用したほか、アーチメイジはオーディンの瞳の力を抑制するために使用。ゴライアスはデモーナから使い方と呪文を習ったことで使用可能になり、終盤ではゴライアスも歴史模造のために数回使用している。ただし、何度も使用すると過去に影響が出始めるため何度も使用することはできない。最後は所持していると危険と判断したゴライアスが時空の裂け目に投げ込み消滅させた。
グリモラム全書
様々な魔法が書かれた魔法の書。デモーナがゴライアスを洗脳するために使用。デモーナが最も多く使用しており、過去編ではメイガスがこの書によりゴライアスらに石化の呪いをかけ封印した。その他アーチメイジも使用し全書の力を思うままに使用するために口から吸収して体内に取り込んだ。アーチメイジがゴライアスとアンジェラに敗れた後はアーチメイジ共々消滅した。

## 登場人物

### マンハッタン一族
ゴライアス
声 - 楠大典/英 - キース・デイヴィッド
本作の現代編の主人公で種族はガーゴイル。デモーナの夫でアンジェラの父親。ワイバーン一族・マンハッタン一族最強のガーゴイルで「夜の王」の異名を持つ。
エリサ・マーザ
声 - 加藤優子/ 英 - サリー・リチャードソン
本作のシーズン1〜シーズン2までのヒロイン。ニューヨーク市警の女性刑事。ゴライアスの相棒。
アンジェラ
声 - 竹内順子/英 - ブリジット・バーコ
ゴライアスとデモーナの娘で元ワイバーン一族の王女候補でシーズン2後半〜シーズン3のヒロイン。戦闘の他、負傷した仲間の手当ても担当している。異名は「影の王女」及び「ヒーリングプリンセス」。
ハドソン
声 - 宗矢樹頼/英 - エドワード・アズナー
マンハッタン一族で一番老齢なガーゴイルで元ワイバーン一族のリーダー。
ブルックリン
声 - 加瀬康之/英 - ジェフ・ベネット
マンハッタン一族のサブリーダー。赤い体色のガーゴイルでゴライアス達に比べると町を守ろうとする使命感は低く、初期の頃は軽犯罪を行うこともあった。強盗団により警備員の犠牲者が出ているにもかかわらず犯人の逮捕を適当に行うなど一応、使命感はあっても常識が足りない。最終的にはアンジェラにサブリーダーの座を奪還された形になっていく。最終回ではゴライアスと共にクオリーメンのジェットを使って電車を救いこれからもマンハッタンを守っていくことになる。
レキシントン
声 - 加藤将之/英 - トム・アドコックス＝エルナンデス
一番小柄なガーゴイル。非力ながらもマンハッタン一族で二番目に素早く滑空することができ知能も一番高くヘリコプターの操縦もできるため機械部門の担当で戦闘よりも機械関係の出来事で活躍する。自分と同じく小さい者であるアレクサンダーと仲がいい。最終回ではゴライアスらと共に電車を救うことに成功した。
ブロードウェイ
声 - 高瀬右光/英 - ビル・ファッガーバッケ
太ったガーゴイルで体色は青。食べることがなによりも好きでハリウッド映画に憧れており、一度はハリウッドデビューも図ったこともある。エリサの拳銃でエリサを誤射してしまった経験から銃を嫌っている。シーズン3ではほとんど喋らず、日本語版のシーズン3ではどうでもいいセリフと判断されたのかブロードウェイのセリフの一部がカットされている。
ブロンクス
声 - 英 - フランク・ウェルカー
マンハッタン一族の番犬で青い体色のガーゴイルビースト。

### 現代編（1995年）の登場人物
マリア・チャベス
エリサの務めている警察署の署長で女性。エリサとは親しい関係のようで友人のように接する。正義感は強いものの証拠がないためドレイコンなどのギャングを逮捕できないことにやきもきしている。母親であり娘が1人いる。もう一つの未来では、量産型サイラゴ軍団に殺されていた。
マット・ブリューストーン
エリサの同僚刑事。初めてガーゴイル達と出会ってもそれほど驚かなかった。初期はガーゴイル達に疑いを抱いていたが、後にマンハッタン一族の親友となる。作中での活躍は少ないがエリサとは互いに信頼し合っているようである。もう一つの未来では、老人の姿となっておりサイバーザナトスに対抗するレジスタンスの一員となっていた。最後は、ブロンクス、クロウ共々サイラゴ軍団にレーザーガンで撃たれて消滅し死亡している。
モーガン署員
声 - 英 - キース・デイヴィッド
エリサの勤めている署の署員の警官でエリサの部下。エリサとは親しい仲のようで、エリサもモーガンには友人のように接する。エリサのことは「マーザ刑事」と呼ぶ。レキシントンとブロードウェイにより倒されたハイエナが署の玄関に放置されていた際には「これは、これは愛しのハイエナじゃないか」と言っていた。
ヴィニー
声 - 英 - ジェフ・ベネット
元警備員でガーゴイル達と出会ってからはロクな目に合っていない。レナードの飛行船で警備員として働いていた際に、デモーナとザナトスに騙されたゴライアスの襲撃を受けゴライアスの攻撃でダウンしてしまいここでデモーナに転落死させられそうになるが、ゴライアスに救われている。この後、デモーナに飛行船は墜落させられてしまい警備員の職を失い、その後ブルックリンにバイクを盗まれた挙句に壊され、セバリアスの研究所で警備員をしていた際もゴライアスがタロン達の解毒剤を造るためにセバリアスを連れて行ってしまったために責任を取らされてクビとなる。そして、ゴライアスに恐るべき復讐（バナナクリームパイをぶつける）を行った。シーズン3ではクオリーメンの一人としてジョンと共にゴライアスを襲撃するが、ジョンが人間のエリサまでも殺そうとしたためゴライアス達を助けた。その後、日本のガーゴイルがいる町で警備員になってほしいという電話に応えてガーゴイルがいないと思っている日本に旅立った。しかし日本にはジャパン一族・ガーゴイルがいることを知らなかった。
ジョギングの男
5話から何度も登場しており、彫像の姿のゴライアスとゴライアスを守っているエリサに公園で何度か遭遇し会話を交わしている。ただし、ゴライアスが昼間は石像になっているためゴライアスのことをただの石像と思い込んでいる。
ダイアン・マーザ
エリサ、ベス、デレクの母親でアフリカ人。たまに祖国に帰国し、村の子供達におとぎ話などを聞かせている。そのよき言葉はエリサらの励みとなっている。名台詞が多い。アフリカの妖精アナーシーのことは昔から知っていた。エリサと同様に蜘蛛が苦手。
ベス・マーザ
エリサの妹でデレクの姉。エリサやデレクとは仲がいいようである。デレクがタロン化したときにはかなりショックを受けていた。コヨーテ4.0、スカイガーゴイル戦ではゴライアスやアンジェラのサポートを行った。
ピーター・マーザ
エリサ、ベス、デレクの父親でダイアンの夫。父はネイティブアメリカンのインディアンだったようである。若い頃に祖国を離れニューヨークに渡った。コヨーテ4.0戦ではコヨーテの仮装をし、ゴライアス、アンジェラの勝機を作った。
マーゴット・エール
声-幸田夏穂/英 - マリーナ・サーティス
地方検事でブレンダンの妻。3話から何度も登場しておりレギュラーキャラクターである。旅編でもスタッフのお遊びにより彼氏のブレンダンと共に各国にそれぞれ登場している。パリ、ネス湖など。「石の都市」ではデモーナに石化させられブレンダン共々破壊されたが、魔女三姉妹により再生された。シーズン3ではガーゴイルを巡ってエリサとは犬猿の仲である。基本的には法に従い、ゴライアスとアンジェラを告訴しようとしたこともある。シーズン3では1話しか登場しないデモーナの代理のポジションのキャラクター。最終回ではゴライアス達が電車を救った姿を見てガーゴイルが敵ではないことをようやく認めた。
ブレンダン・エール
マーゴットの夫。マーゴットと共に度々登場している。性格は気弱でマーゴットには頭が上がらない。石の都市ではデモーナに石化させられ、レーザーガンで破壊されたが魔女三姉妹により再生させられている。
アレクサンダー・フォックスザナトス
ザナトスとフォックスの息子。自らをキングと自称するザナトスによると自分の次のキングであるという。名前の由来はアレクサンダー大王から。神の一種であるティタニアの孫であるため赤ん坊ながら魔法を使いこなすがただし近くにオーエンがいないと魔法は使えない。もう一つの未来世界ではレジスタンスとなって特殊スーツを装着しサイバーザナトスに挑むもサイバーザナトスに吸収されて殺されている。成人になった後はオベロンの元に行かなければならない運命にある。
ペトロス・ザナトス
ザナトスの父親で普段は漁師をしている。ザナトスの結婚式のときに初登場した。オベロン戦では孫のアレクサンダーを守るため自慢の銛でオベロンの胸に一撃を加えているがさほどダメージを与えられずに敗北した。
ザナトスの母
ザナトスの結婚式にも現れなかったが、コミック版では死亡したという説明がされている。
アルキュオーン・レナード
フォックスの父親でアレクサンダーの祖父。高齢のため車椅子に乗っている。大企業の社長でもある。当初は、飛行艇の1号機をデモーナによって墜落させられたため一緒にいたゴライアスを憎んでいたが、ボーゲルの策略により墜落させられそうになった2号機を救われたことにより和解し親友となった。老いにより病気を患っており寿命が近いという。オベロン戦では自らが開発した飛行艇でオベロンと対決したが敗北している。
ゴーレム
元は自力で動く正義の巨人。しかし、寿命が近かったレナードがゴーレムの体に自らの魂を憑依させ新しい肉体とした。しかし、レナードが自分の力に酔ってしまったため暴走を始めた。最後は、ゴライアスの説得でレナードが元の肉体に戻ったためゴーレムも元に戻った。
プレストン・ボーゲル
ザナトスの秘書でオーエンの原型となった人物。オーエン同様に表情がほとんどない。ザナトスの報酬目当てにレナードを裏切ろうとしたこともあったがその後は再び秘書となった。
母娘
母親のデモーナとの関係に悩むアンジェラが屋上から見つめていた母娘で、買い物の帰りなのか、または迎えに来たのか互いに抱き合っていた。この母娘が後の人間とガーゴイルの関係を暗示させる行動をとっている。
ティム
ティタニアに見せられた夢の中に登場したゴライアスとエリサの娘でジェームズの妹の美少女。現実世界のアンジェラに当たる存在。ただし、あくまで夢の中の存在であるため現実世界には存在しない。容姿は8歳時のキャサリン王女にそっくりである。名前の由来はアンジェラ役のブリジット・バーコが映画『ダーク・アイランド/堕ちた楽園』で演じたアンディの夫である「ティム」から。
ジェームズ
ゴライアスの夢の中に登場したゴライアスとエリサの息子でティムの兄。ティムやゴライアスとは仲が良い。現実には存在しない。
ジェフリー・ロビンソン
ハドソンの人間の親友。元ベトナム兵で戦争終了後は作家をしていた。戦争で受けた傷のため盲目であり、普段は離れ島に住んでいる。マクベスとの戦いのときにハドソンと出会った。ハドソンは当初、見えないために自分がガーゴイルであると気づいていないと思っていたが、初めて出会ったときからガーゴイル達に対しては嫌悪感を抱いておらず、友好的に接する。この話のモチーフはフランケンシュタインである。（しかし、フランケンシュタインと違いロビンソンは出会った当初からハドソンがガーゴイルであることに既に気づいていた。）
リディア・デュエイン
考古学の博士でマクベスとの巻物の争奪戦の際に、エリサやマットに出会い巻物を守るために協力した他、マクベスの事件解決後にイースター島でノッカーにより記憶を奪われたエリサと再会し、病院へと連れて行く。しかし、病院にゴライアスが現れエリサをゴライアスが連れて行ってしまい茫然としていた。その後は再登場していない。
アーサー・モーウッド・スミス
リディアの同僚の博士でマクベスとの巻物争奪戦の際にエリサやマットと出会っていた。イースター島で記憶を失ったエリサを保護するも、病院からゴライアスがエリサを連れて行ってしまいリディアと共に呆然としていた。
キャリー・ベンジャミン
ロビンソンの友人の眼科医の女医。ガーゴイルに対しても理解があり、ハドソンの目を治療した。
ストーマン
キャリーの同僚の女医でロビンソンの友人。ハドソンの目を治療した。
ジャスミン
コミックに登場。アラジンの世界からのゲスト出演でゴライアスがフェニックスゲートを多用した影響によりパラレルワールドからこの世界に飛ばされてきた。デライラと共にサイラゴ軍団に追い詰められたゴライアスを助け、役目を終えた後は「アラジンの世界」に帰還する。

### 過去編（994年）の登場人物
メアリー
トムの母親。最初はガーゴイル達を獣として嫌っていたが、バイキング達からゴライアスらに助けられたことにより誤解は解け、ゴライアスに受けた恩に報いるために王女と共に旅立った。役目があったため王女達と共にアバロン島に移住することはなかった。その後の消息は不明。
マルコム王子
ワイバー城の王子で当時の城主を務めており994年には王に就任していたキャサリ王女の父親。初期の王女と違い寛大な性格でガーゴイル達にも優しく特にハドソンとは長い付き合いで信頼している。アーチメイジの毒矢攻撃により瀕死の状態に陥るが、ハドソン、ゴライアス、デモーナと解毒剤を作ったメイガスにより助けられる。ゴライアスはこの王子の結婚式を見てデモーナのプロポーズを受ける決意をしている。エレナ王女の死後も王女のことを想い続け新しい妻を得ることはなかった。994年の過去編では既に故人となっている。
エレナ王女
ワイバーン城に嫁いできた王女でキャサリン王女の母親。マルコム王子との婚礼のためにワイバーン城に来る途中、山賊の襲撃により剣で殺されそうになるが、デモーナにより過去に新婚旅行に連れて来られたザナトスにより助けられる。しかし、ザナトス本人も背後から現れた別の山賊の攻撃を受けたが直後に妻のフォックスに助けられている。律儀にザナトスらにより助けられたことをマルコムに報告した。その後、マルコムと無事結婚式を挙げる。デモーナはこのエレナ王女の結婚式を見てゴライアスへのプロポーズを決意し無事2人だけの結婚式を挙げている。その後、キャサリン王女を産むが産んだ後の体調が戻らずに死亡。そのためキャサリン王女が8歳のときには既に故人である。
隊長
ゴライアスの名付け親で城の人間の中で唯一ガーゴイルに理解がありワイバーン城を警護する守衛の隊長を務めていた。ゴライアスは隊長のことを人間で唯一「親友」と呼んでいた。しかし、王女の伯父に身代金を要求するためにヘイコンと組んでワイバーン城を落城させた。この裏切りによりゴライアスはほとんどの家族を失った。ただし、本人は完全な悪人というわけではない。後に、裏切りを知ったゴライアスに追い詰められ、ヘイコンと崖の上で仲違いを始めた為に転落死する。その後、旅編で亡霊として登場し、ゴライアスをアーチメイジの隠れ家でアーチメイジの残した魂を吸うエネルギー装置によりヘイコンの亡霊と共に追い詰めるが、最終的にはゴライアスを助けて成仏する。その際にゴライアスに謝り、ゴライアスも隊長のことを改めて「親友」と呼んだ。
フィネラ
コンスタンティーノに結婚を約束されたことにより結託しケネス2世の暗殺に協力しケネスを小屋に呼び出した、その直後にケネスはコンスタンティーノに背中を剣で刺されて刺殺された。しかし、フィネラの思惑と違いコンスタンティーノは王女の美しさに惹かれフィネラではなく王女を自分の妃にすることを決める。このことでフィネラはコンスタンティーノを裏切って毒殺し王女達を助けた。メアリーと共にアバロン島には向かわなかったためその後の消息は不明。
コンスタンティーノ
ケネス2世の甥で自分が王位を継げないことを知りクーデターを起こしてフィネラと結託し背後から背中を刺してケネスを暗殺する。その後、ガーゴイルの卵を人質に王女達を軟禁し王女に結婚を要求するがフィネラに裏切られて毒殺された。
ケネス2世
マルコム王子の弟で王女の叔父でありその地の王を勤めていた。息子に王位を継がせようとするが、甥のコンスタンティーノとフィネラのクーデターにより背中を剣で刺されて刺殺される。
グルオーヒ
過去編の登場人物でマクベスの妻で妃。勇気ある性格でチェスが得意であり、その腕は父親を凌ぐほど。非常に勇気ある性格で、城から転落しそうになったマクベスを自分も落ちそうになりながらも助けたりしている。一時はギルカムゲインと結婚させられる羽目になったこともあったが、デモーナとマクベスに助け出された。その後、マクベスの妃として過ごすが、カンモールの襲来とデモーナの裏切りにより、結果的には夫と離れ離れになってしまう。デモーナやフォックスと同様に3大クイーンであるため赤髪である。
フィンドレイ
マクベスの父親でモレイ城の城主。ある夜に、ギルカムゲインの襲撃を受けて果敢に立ち向かうが、城から転落死させられる。しかし、その後、マクベスが跡を継ぐこととなった。
マクダフ
ダンカンの側近の一人。マクベスとダンカンの一騎討ちの際にダンカンに加勢しようとするが、マクベスを守るデモーナにより崖に叩きつけられてグロッキーした。

### 過去編・現代編共通の登場人物
キャサリン王女
声-幸田夏穂/ 英 - キャス・スーシー
マルコム王子とエレナ王女の娘で元ワイバーン城の王女。
トム
アンジェラ達の養父。少年であったころの過去編ではワイバーン城の人間達の中で隊長と共に唯一、ガーゴイル達を信用していた。ワイバーン城の落城後、ガーゴイルの卵を守るガーディアンとなる。その後、メイガスや王女と共にガーゴイルの卵を安息の地に運ぶ旅に出た。アバロン島に移住し王女と結婚後、アーチメイジの襲来に対抗するために時間を超え現代編のゴライアスを呼ぶためにマンハッタンに現れ親友のゴライアスと再会した。名前はアンジェラ役のブリジット・バーコが『続・蘭の女 官能のレッドシューズ』で演じたアレックスの彼氏と同じである。
メイガス
声 - ジェフ・ベネット
元はアーチメイジで弟子だった、王女の側近でハドソンらを1000年間彫像にした張本人。魔法を習っており老後は強力な魔法も使用可能となっていた。過去編で彫像にしてしまったガーゴイル達に償いをしたいといつも思っていたようである。最後は、3人の魔女との戦いで力を使い果たして死亡してしまう。
アーサー王
本名「アーサー・ペン・ドラゴン」エリサが覚醒させる役割を担っていた勇者の1人。アバロン島の宮殿で眠りについていたが、アーチメイジ襲来に対抗するために目覚めさせることになり、エリサの囁きよって覚醒する。史上最強の剣士で戦闘能力は高くアバロンではマクベスと一騎討ちとなり素手でレーザーガンを持ったマクベス相手に見事に勝利した。後に船で旅立ち、マンハッタンで間違って呼び出したグリフと共にモードレットに会うため再び旅に出た。

### 旅編の登場人物
ニック
アメリカの大学生。休暇中だけアメリカ北海岸の島の婆様の家の手伝いに来ている。普通の人間であるが、アンジェラとエリサが覚醒させる役割を担っている勇者の1人であった。初期はレイヴンと戦うことを恐れており、どうしようもな奴としてゴライアスをも呆れさせていたが、アンジェラに武器に渡されたことにより勇者として覚醒し、見事レイヴンを破り村を守る勇者となった。
テラ
ヒョウの密猟者の黒人女性でクイーンパンサーの末裔。ヒョウ人間であり普段は人間の姿であるが、感情が高ぶると本来の姿であるヒョウに戻る。ファラマコが自分を裏切ったと勘違いしているためファラマコを殺そうと狙っていた。後にアナシーに騙されていたと知り、ファラマコと仲直りし過去にクロヒョウを殺してきたことの償いを始めた。
ファラマコ
テラの姉弟でアナシーに騙されたテラに命を狙われる。テラと同じくクイーンパンサーの末裔でエリサの母親のダイアン・マーザの友人。アナシー戦ではテラを守るべく戦いを挑んだが糸に絡めとられ逆にテラに助けられた。後にテラと仲直りし共にクロヒョウに対して償いをしていくこととなった。
密猟者
テラの仲間で黒人と白人の密猟者。黒人のほうは黒髪で黒い髭を生やしており、白人のほうは金髪。テラと違い金儲けのためにクロヒョウを密猟していた。2人まとめてブロンクスに倒された後、アンジェラに投獄された。
エミール
交通事故で息子を失ったためザナトスに協力し、アヌビス復活の儀式を行った。息子を蘇らせるべく自らアヌビスを取り込もうとするも、サイバージャッカルの妨害により失敗した。最後は、アヌビスジャッカルに追い詰められたゴライアスに「今、私の娘も消えようとしている」と説得され、封印の書を破壊しアヌビスを自らに取り込み崩壊するピラミッドの瓦礫の下敷きになりアヌビス共々消える。エミールの消息についてゴライアスは「この世に正義というものがあるのなら息子と出会っているはずだ。あの世でな。」と答えている。旅編での唯一の犠牲者。
博巡査
タロウのテーマパークに勤めている日本の警官。他の人間と同じくガーゴイルにも友好的である。太郎により捕らえられたゴライアスを助けるためにエリサに協力した。後に、ヴィニーを警備員として雇うべく日本に招待した。
麻生太郎
日本のテーマパークの若きオーナーでジャパン一族とは友好関係を保っているものの本来の目的は、ジャパン一族を見世物にするためであった。一時は、太郎の本心に気づいたゴライアスらを捕らえることに成功するが、エリサらに奪還されゴライアスらとの戦いとなり自身も鎧武者スーツを装着して電撃扇子を武器にカイとゴライアスを圧倒するが、ヤマに倒される。結局、テレビ局が来た際にはガーゴイル達は別の場所に避難しており、一人恥をかいただけであった。
タウロス
ミノタウロスに似た古代神話の島の警察官。エリサと同じで父親も警官だったがプロテウスに殺されている。当初はガーゴイルには友好的だったが人間に対しては敵意を剥き出しにしていた。しかし、エリサがプロテウスの暴走を阻止したため人間に対する誤解を解いた。その後、ミスでプロテウスに脱走されプロテウスを追ってマンハッタンに来た際には食肉工場でエリサらと遭遇し「牛を食べるのには賛成できないな」と言っている。プロテウスを逮捕後島に帰還する。
ヘリオス
タウロスの同僚で警察官にして神の超人。炎のように気の荒い性格で人間に対して激しい嫌悪感を抱いている。頭部などに炎を纏っており炎を操り、その炎で敵を攻撃する。誤解からエリサと一対一で戦うがエリサも旅の試練によりパワーアップしており、得意の火炎弾を避けられた上にエリサの飛び蹴り一発で倒されてしまった。その後は職務に復帰した模様。
キロン
ヘリオスとタウロスの同僚で警察官。ケンタウロス型の神の超人で髪型はモヒカンである。タウロスらと共に不法侵入と見なしエリサを連行する。
ノッカー
かつて古代にイースター島を守護していた宇宙人守護兵。再びイースター島を訪れていた際にゴライアスらと遭遇した際にガーゴイルを敵視し、エリサの記憶を一時的に奪い、宇宙船内でゴライアスらと対決するがゴライアスにコントロールルームの破壊された際の爆発に巻き込まれ敗北。その後、ガーゴイルとの誤解が解けたため宇宙へと帰還した。かつて古代には人間と共生関係にありノッカー達宇宙人の顔がモアイ像のモデルになったとされている。コミックではゴライアスとノッカーらの宇宙連合軍が協力関係となった。

### 生物・モンスターなど
キャグニー
声 - 英 - フランク・ウェルカー
エリサの飼っているメスの飼い猫で種類はブリティッシュショートヘア。アニメ・コミック共に体色は黒っぽい灰色である。キャンモアがエリサの部屋に来たときにはキャンモアになついていた。一度デモーナによって飼い主のエリサ共々石化させられている。エリサが旅に出ていた際は空腹で部屋に閉じ込められていたが、ブロードウェイに助け出された。名前の前にミスと付く場合がある。
ネッシー
ネス湖の怪物でビッグダディの娘。まだ若いため両親に比べて小さい。ネス湖の怪物を売り飛ばし一儲けを企むセバリアスによってビッグダディを捕獲するための囮として捕獲されていたところを同じく捕獲されてきたアンジェラと遭遇した。当初は狭い場所に閉じ込められていたことと、孤独により衰弱していたが、アンジェラとの触れ合いによって回復していった。その後、ゴライアスとアンジェラによってセバリアスから助け出されビッグダディと共にセバリアスらを潜水艦ごと湖の底に沈め、アンジェラとの別れを惜しみながらビッグダディ達と共に棲家へと帰って行った。
父娘共同での必殺技は標的を父娘の2頭で同時に挟み込む「モンスターメテオ」。
ビッグダディ
湖の怪物。ネス湖に生息しており、セバリアスに捕獲された娘を探すために湖の中を探し回っていた。セバリアスの操縦する潜水艦の放電式アンカーを脇腹に撃ち込まれるも、アンジェラに助けられる。ゴライアスとアンジェラにより助け出された娘と再会した後はゴライアスらとの別れを惜しみながら仲間達と共に棲家である湖の底に帰っていった。
ビッグダディの妻
ビッグダディの妻で娘の母親。ビッグダディと共に娘を心配して他の仲間達と共にネス湖を探し回っていた。
クイーンパンサー
大変頭の良いクロヒョウ。アナシーをからかったため魔法により昼間は人間→夜はクロヒョウになるようにされてしまう。その後、人間の姿で人間の男であるその土地の王と結婚し、子供をもうける。現代編では当然、故人である。その子孫がファラマコやテラ達兄妹である。昼は人間→夜はクロヒョウという能力のモデルはデモーナである。
ジョン
声 - 英 - フランク・ウェルカー
ロビンソンの愛犬で盲導犬の役目も果たしている。初対面の際はハドソンを警戒していたもののその後は、ハドソンにも懐いている。

### 他国のガーゴイル
マヤ一族
グアテマラの森を守ることを使命としているガーゴイル達。森とピラミッドを守っており古代には数多くの仲間がいたがピラミッド内の宝を狙った人間達に全滅させられ今はわずか4人となっている。仲間が破壊されてからはピラミッドからとれた宝石をペンダントとして4人共つけており、ペンダントの魔法により日光を浴びても石化しなくなっている。ただし、ペンダントを外すとすぐに石化して彫像化してしまう。
ザフィーロ
ゴライアスらが旅の途中で出会った赤い体色の下半身が蛇の雄のガーゴイル。シディアナと共にグラテマラのガーゴイル達のリーダーを務めている。性別は雄。森とピラミッドを守るためにシディアナと共に森に残った。
シディアナ
ザフィーロと同じくリーダーを務めグアテマラの森を守る雌のガーゴイル。体色は青で温厚なガーゴイルである。サイバーハイエナの攻撃で前足を負傷したブロンクスを薬草で治療してくれた。
ハーディー
シディアナ達の仲間で体色は緑色だが姿はブロードウェイに酷似している。最後はトゥルケーサと共に木々を繁殖させるために王女らが住むアバロン島に移住し木々を増殖させる活動を開始する。
トゥルケーサ
シディアナと同様雌のガーゴイルで体色はデモーナのような水色である。最後はハーディーと共に木々を増やすためにアバロン島に移住した。
ジャパン一族
日本に棲むガーゴイル達でマンハッタン一族と違い人間に受け入れられて共存しており、悪人から町の平和を守っていた。他の一族に比べて大変数が多く数十人以上いる。このガーゴイル達の先祖は鎌倉武士と共にモンゴル軍と戦ったことが城に飾られていた肖像画に描かれている。
カイ
日本のガーゴイル達のリーダーを務める雄のガーゴイル。戦いでは武士道を重んじる。
ヤマ
日本のガーゴイル達の次長を務める雄のガーゴイル。太郎に騙され、誤解からゴライアスを攻撃し、助けに入ったアンジェラと対決したが、完敗。その後、再びアンジェラと戦おうとするが、ゴライアスに止められる。最後はカイやゴライアスに変わって太郎と対決し勝利する。
ソラ
赤い着物を着た雌のガーゴイル。ゴライアスやアンジェラ同様に怪しい行動する太郎を疑っていた。
リコ
赤い着物を着た大柄な雌のガーゴイルでジャパン一族の一人。ただし、セリフは一切なかった。
ロンドン一族
ロンドンに住む3人のガーゴイル。人間と共存している。
レオ
ライオンに似た雄のガーゴイルで普段はガーゴイルの仮装をしているということで雑貨屋を営んでいる。ゴライアスがグリフを救えなかったことからゴライアス達を捕獲した。過去に戻りグリフがゴライアスを救うことに成功したことから、ウーナ、グリフと共に悪人から町を守っていくことを誓う。
ウーナ
ペガサスに似た雌のガーゴイル。足元まである長い金髪が特徴。ゴライアスがグリフを救えなかったため魔法でゴライアス達を捕獲する。その後、グリフがゴライアスに救われたことによりレオ達と共に町を守ることになった。過去ではゴライアスに紅茶を勧めるなど温厚な性格であることがわかる。
グリフ
鳥に似たガーゴイル。本来はナチスドイツとの戦争で戦闘機の爆発で死んでいたが、ゴライアスがゲートを使用して過去に戻ったため無事生還した。その後、アーサー王に魔法で間違えてマンハッタンに呼び出され自分の国に帰るためにアーサー王の旅に動向することとなる。
ワイバーン一族
994年にワイバーン城を守護していたゴライアスをリーダーとするガーゴイル達。雌雄のガーゴイルが30人以上城に棲んでおり城を守護していたが、1話で隊長の裏切りにより城の落城の際に昼間に彫像形態でいるところをヘイコン率いるバキング団軍に破壊され全滅する。隊長から名前を貰ったゴライアス以外は名前を持っておらず名前がない状態で呼び合っていた。コミック版ではアニメ版よりガーゴイル達の数がかなり多い。
コールドストーン（オセロ）
ゴライアスの兄弟達の1人で親友。ワイバーン一族の一人でデズデモーナの夫でガブリエルの父親。髪の色は白髪で体色は青緑色。ワイバーン城落城の際にヘイコンらに破壊されたがデモーナの魔術とザナトスの科学力により復活した。失った肉体の部分は魔術で無くなった部分は機械で代用している。スカイガーゴイルと同様に右腕に装備された赤い光線を発射するレーザーガンを装備している。生前よりもかなりの怪力を誇る。当初はデモーナに騙されゴライアスと戦ったが過去の記憶を取り戻しゴライアスと仲直りする。しかし直後にデモーナに胸を撃たれ水中に没してしまったが、自己修復機能により蘇生し、体内に修復のためコンピューターウイルスを取り込んだことにより多重人格となった。だが、アンジェラらの協力により無事それらの人格と分離した。最後はコールドファイヤーと共にコールドスティールを倒すために旅立って行った。
デズデモーナ
ゴライアスと同時期に生まれた兄妹達の1人の雌のガーゴイルでコールドストーンの妻でガブリエルの母親。髪は金髪で角があり体色は茶色。初登場時には名前がなく名前は後に付けられたもので、ほぼデモーナと同じ名前である。ワイバーン城落城の際にヘイコンらにより破壊されて死亡したが、ウイルスに感染したコールドストーンの精神世界内で復活した。同じく精神世界内に潜入してきたゴライアスのことを親友と言っていることから、昔の記憶が残っているようである。
普段はコールドストーンの精神世界内に存在していたが、パックとアレクサンダーの魔法によりアンジェラに憑依してザナトスが新しく制作したメカのロボットに入り込みロボットとして復活した。
ゴライアスはデモーナとの結婚後もこのデズデモーナとは親密な関係であった。しかし、あくまで女友達であり2人共不倫していたわけではない。花が好き。
コールドファイヤー
サイボーグとして復活したコールドストーンがデモーナにレーザーガンで胸を撃たれて傷を負い、損傷を治すために取り込んだウイルスにより霊体のようになったデズデモーナが現代に復活した姿。この形態ではその名の通り両手から火炎を放射することが可能である。
アニメでは最後はコールドストーンと共にコールドスティールを倒すために旅立って行った。名付け親はコールドスティールと同様にザナトス。
イアーゴ
元ワイバーン一族の一人でオセロ達の義兄弟。第1話でヘイコン達により破壊されて死亡する。生前はデズデモーナに惚れており、夫のオセロと親しくするゴライアスをなんとか失脚させようと企んでいた。後にコールドストーンのプログラムの魂として復活し、デズデモーナの魂が宿ったアンジェラの体を狙い、コールドストーンと争奪戦を繰り広げた。
コールドスティール
ザナトスがコールドストーンを救うために制作したロボットにイアーゴの魂が宿った姿で切断されても再生する両腕の触手でゴライアスとハドソンを捕らえるが、アンジェラらにより奪還され形勢不利と見て逃走。逃走時にブルックリンの体を乗っ取っていたため感想として「ブルックリンの戦闘能力にはガッカリだよ」と言っていた。
アバロン一族
ワイバーン一族の子供達で王女らによりアバロン島に移住させられそこで孵化したためこの名称で称される。アンジェラによると合計人数は34人である。
アンジェラ
アンジェラは元はアバロン一族であるが、後にマンハッタン一族の仲間になる。ガブリエルと共にアバロン一族のリーダーを務めていた。
ガブリエル
見ての通りコールドストーン（オセロ）とデズデモーナの息子。容姿はコールドストーンとコールドファイヤーを足したような姿をしている。色は濃い緑色で髪の色はコールドファイヤー同様に金髪である。アンジェラとは幼馴染の関係。アーチメイジ撃退後はアンジェラに一緒に各国を回る旅に出るよう誘われるが断った。
オフィーリア（日本語版ではフィーリア）
ガーゴイルの姉妹達の一人でアンジェラの幼馴染。体色は緑色で両親は不明。アーチメイジ襲来の際には、デモーナとも戦ったがそのときは敗北している。オベロン戦ではトムが鐘を作るのに協力した。
ブーディッカ
ブロンクスと同種のガーゴイルのビーストで性別は雌。体色は緑色でブロンクスとはよくじゃれ合うほど仲がいい。
兄弟・姉妹ガーゴイル
ワイバーン一族の子供達でアンジェラ達の兄弟や姉妹のガーゴイル。ゴライアスやアンジェラが島を去った後もアバロン島に住んでいる。
デモーナの一族
過去編でデモーナが実力でまとめた各地から集めたガーゴイル達。棲み家を失い野盗と化していたが、リーダーのデモーナがマクベスと同盟を結んで以後はマクベスの親衛隊となり侵略軍と戦った。その後、カンモールの罠により隊長のデモーナ以外は殺された。頭部に羊のような角があるガーゴイルはアンジェラの姉弟達の中のガーゴイルの1人に似ているが関係は不明。
ミュータントガーゴイル
ザナトスの命令によりアントン・セバリアスによって造られたミュータントガーゴイル達。デンキウナギや猛獣などあらゆる生物の遺伝子をマンハッタンの浮浪者達に埋め込むことでミュータント化した人間達。主なエネルギー原は電気であり、普段は地下鉄道の電気を吸収して生きている。全員が両腕から高圧電流を出すことが可能。普通のガーゴイルではないためデモーナやグラテマラのガーゴイルと同様に石化することはない。タロンはエリサの弟である。一時は誤解からマンハッタン一族とも戦った。ファングはリーダーとなったタロンにクーデターを起こすが失敗し投獄された。その後はアニメ・コミック同様に使われていない地下鉄道に住んでいる。コミックでは最後は元の人間の姿に戻った。
タロン（デレク・マーザ）
エリサ・マーザの弟で姉と同じ警察官。しかし、ザナトスの計略によりセバリアスに注射を打たれミュータントガーゴイル・タロンとなってしまう。両腕からの高圧電流を武器に戦い、一度は無抵抗のゴライアスを一方的に追い込んだ。ゴライアスとの誤解が解けた後はその後、ミュータントガーゴイル達のリーダーとなり地下鉄道に住んでいる。性格はやはりツンデレであった。もう一つの世界のクローン戦争では死亡していた。
マギー（マギー・リード）
声 - キャス・スーシー
元は浮浪者だったがセバリアスにいい仕事があると騙され、実験に参加した結果ガーゴイル化した人間。自分がガーゴイル化したことを受け入れられず当初は困惑していた。性格は気弱でツンデレである。タロン達と同様に両腕の電撃を武器とする。体色は黄色で髪は金髪。クローン戦争では戦死していた。
クロウ
浮浪者が変身したトラのような体色をしたミュータントガーゴイルで体色はオレンジ色。ファングのクーデターに参加するも脱退した。失語症であり、普段はジェスチャーを使用するがそのジェスチャーはいつもどこかギャグが入っている。未来世界ではマット、ブロンクス共々、量産型サイラゴ軍団にレーザーガンで撃たれて消滅し死亡した。
ファング
恐らく浮浪者が変身したガーゴイル。リーダーになったタロンにクーデターを起こした。タロンとの戦いに敗れ投獄されるが、デモーナとサイラゴに助けられ牢獄を脱出し、クローンガーゴイル軍団を率いてタロン達と戦うもまたも一騎討ちに敗北し再び投獄された。未来世界のクローン戦争では戦死。

### 敵
デモーナ
声 - 田村聖子/英 - マリーナ・サーティス
過去編の主人公。過去編ではゴライアスの妻でアンジェラの母親。現代編ではゴライアスの最強最悪の宿敵にしてライバル。人間に味方するゴライアスに対して次々に刺客を送り込んでくる。
デヴィッド・ザナトス
声 - 飛田展男/英 - ジョナサン・フレイクス
デモーナと共にゴライアスらを復活させた人物でゴライアスのライバルの1人。しかし、ゴライアスにとってはデモーナほどの脅威ではなくなり中盤からは小物化していく。
スティールクランロボット（ガーゴイルロボット）
別名鋼鉄一族。ザナトスやオーエンらとザナトスの配下の会社が開発したゴライアスそっくりのロボット。外装は特殊な鋼鉄で造られており特殊合金並みの強度を誇っている。外装の色はスカイガーゴイルとは異なっている。スカイガーゴイル同様に背中に装備されたジェットによりマンハッタン一族を上回る飛行能力を持ち主に右腕に装備されたレーザーガンを武器に戦う。武装しているもののロボットであるため自分の意思で行動することができず戦闘能力は低い。最初のマンハッタン一族との戦いではゴライアスらに全滅させられ、その後2度の戦いでも全て破壊された。しかし、後に登場した個体はゴライアスの右腕を引っ掻いて血液を採取しサイラゴを造る要因を作ったがゴライアスに素手で八つ裂きにされ、デモーナの魔法により空を赤く染めるために複数の個体が爆破されたこともあり、オベロン戦でも複数登場したが全て破壊され、最後に数体登場した個体もコールドストーン戦で全て破壊され、以後は登場することはなくなった。コミック版ではその後強化ガーゴイルロボットとして大軍が登場する。スカイガーゴイルはこのクランロボットを元にして作られた。日本語版では翻訳が適当であるためただ単に「ロボット」としか言われない。原語版ではしっかり「スティールクランロボット」と呼ばれている。
オーエン・バーネット
声 - 斧アツシ/英 - ジェフ・ベネット
社長であるザナトスの秘書兼執事兼専属の車とヘリの運転手。正体は妖精のパックでザナトス夫妻の身の回りの世話などを行うほかアレクサンダーの教育係や執事なども務めている。妖精のため魔法なども使える。オベロンに命じられ、アレクサンダーの教育係を務めている。名台詞は「仕えることが私の使命」。正体は人間ではなく妖精であるため常にポーカーフェイスで表情がほとんどない。オーエンの姿は世界一表情のない男であるボーゲルの姿をまねて変身している。妖精である上にスカイガーゴイルの強化改造や修繕にロボットの開発やザナトスの悪事や仕事の手伝いなど多忙なため、ザナトスの会社を留守にすることも多かった。普段はザナトスの会社に住んでいるが魔法の鏡で呼び出された場合は呼び出した者の元に鏡の中から本来の姿である妖精の姿で現れ呼び出した者の願いを叶える。魔法は強力で魔法により単体で国一つを滅ぼすことも可能なため最強の執事でもある。
アントン・バーソロミュー・セバリアス
声 - 青山穣/英 - ティム・カリー
ザナトスの部下で元はレナードの部下だった天才科学者でマッドサイエンティスト。ザナトスの要求に答え、ミュータントガーゴイルやサイラゴらクローンガーゴイル軍団を造り出した。ゴライアスらとの戦いの後、ビッグダディを捕獲するためにネス湖に潜伏していたときにネス湖の怪物達によって潜水艦ごと湖の底に沈められたが生還していた。最後は、クローンガーゴイルのアントンが死亡した後に再び悪事を働いたらしく刑務所行きとなった。
ザ・パック（The Pack）
元はテレビのヒーローショーに出演するヒーロー達だったが、ザナトスの司令を受けてガーゴイルを倒そうとする集団となった。ゴライアスとレキシントンとの戦いで無関係な人々を巻き込んだ罪で逮捕されてしまい犯罪者に落ちぶれた。後に、3人がサイボーグとなる。ザナトスは一人一人を趣味のチェスの駒と考えている。
ウルフ/ルーク
声 - 西前忠久/英 - クランシー・ブラウン
本名不明。ザ・パックのメンバーでザナトスが言うにはチェスのルークに当てはまるという。元はテレビヒーローだったが事情により後にガーゴイル達と敵対する。実はバイキング族長ヘイコンの遠い子孫である。
サイバーウルフ
ガーゴイル達に勝てないことを知ったウルフが、恐らくセバリアスに改造を受け自らをサイボーグ化した姿。外見は狼男のような姿となりかなりの怪力を誇るが怪力のみに頼っており全く武装を施していないうえに長所である怪力もゴライアスに及ばないため強さはサイバーハイエナやサイバージャッカルに劣る。3人の中で最も機械化が進んでいる。感情が高ぶると頭部及び顔の形状が変化する。最後は亡霊ヘイコンが乗り移った斧と共にゴライアスとハドソンに最後の戦いを挑むが、スクラップ置き場での一騎討ちの末にゴライアスに敗北し車の下敷きとなった後ゴライアスに救出されるが、その後の消息は不明。コミック版では後に超ザ・パックの一員として再びマンハッタン一族に戦いを挑む。3人の中でもっとも体が機械化されている。ヘイコンの子孫であるためゴライアスとデモーナにとっては因縁の相手である。
ヘイコン
声 - 英 - クランシー・ブラウン
ワイバーン城を落城させたバイキングの族長で、ウルフの遠い先祖。後に亡霊ヘイコンとなってゴライアス、ハドソンと対決しハドソンに斧を破壊され封印される。コミック版ではミノタウロスゴライアスに強制成仏させられた。
ジャッカル/ビショップ
本名不明。ザ・パックのメンバーの1人でハイエナの兄。ザナトスによるとチェスの駒でいうビショップに該当する。普段はハイエナと共に宝石強盗をやっていたが、後にサイボーグ化。普段は爪型の武器を使用する。ブロードウェイに敗れた後の消息は不明。
サイバージャッカル
ジャッカルが自らをサボーグ化した姿。両手の爪の他に全身にミサイルや火炎放射器などを装備している上に全身が伸縮自在である。背中にはジェットエンジンが装備されているため自由自在に飛行が可能。しかし、両腕の関節などはかなり脆く捥げやすい弱点がある。後にサイバーハイエナと共にメンテナンスでバージョンアップし完全防水となったため水を浴びても錆びることがなくなったため入浴も可能となった。
アヌビスジャッカル
ジャッカルが死を司る神であるアヌビスを取り込んで強化変身した姿。サイボーグと古代の神の合体で恐ろしい戦闘能力を誇っている。武器は右目から放射する黒い煙でこの煙は物体や物質やバリアーや実体を持たない相手にも効果を発揮し相手をミイラ状態に老化させたり、魔法の効果もありサイバーウルフを猫にサイバーハイエナを赤ん坊に変えてしまった。さらに、機械にも有効らしくロボットであるコヨーテ3.0も一撃で大破させてしまっている。しかし、自身の戦闘能力自体はそれほど高くなく単純な戦闘能力はゴライアスに劣る。この煙を放射し続ければ数分で地球を滅ぼすことも可能である。ただし、この黒い煙も不死身であるデモーナには効果がないようである。
ハイエナ/2代目クイーン
声 - 英 - クリー・サマー
本名不明。元はテレビヒーローのザ・パックだったが後に連続宝石強盗に成り下がった。初代クイーンのフォックスが脱退したため、ザナトスによりクイーンの称号を受け継いだ。ジャッカルの妹である。普段はジャッカル同様に爪型の武器を使用する。
サイバーハイエナ
ハイエナがサイボーグ化した姿。鋭い両手の爪の他にミサイルや火炎放射器など全身にジャッカル以上の武器を装備しており、さらにジャッカルを上回る体術を武器に戦う。背中にはジェットエンジンが装備されており自在に飛行が可能。飛行能力も高い。その他クモのように全身の形状を変化させたり全身の関節を全て外すこともできボール状になって攻撃することも可能。サイバージャッカル同様にメンテナンスにより完全防水になったため水に入っても錆びることはない。最後は初代クイーンである、フォクスとの一騎討ちに敗北する。その後の消息は不明。
フォックス・ザナトス（fox xanatos）(旧姓レナード)/初代イーン
声 - 小池亜希子/英 - ローラ・サン・ジャコモ
ザ・パックの元リーダーで後にザナトスの妻となりアレクサンダーの母親となる。自らチェスのクイーンを自称し、ゴライアスの親友の1人でもある。本名もフォックスである。ヘリコプターの操縦免許も持っておりザナトスのヘリの専属のパイロットも務めている。操縦は得意らしく妊娠中にも操縦している。父親はレナードで神の一種であるティタニアを母親に持ち神の一種とのハーフであるため魔術も使えた。サイバーハイエナとサイバージャッカルとの最終決戦時に特殊スーツを装着した際には夫のザナトスが変身するスカイガーゴイルのそれとは比べ物にならない戦闘能力を見せた。ウルフフォックス戦やオベロン戦でゴライアスに助けられたことに恩義を感じていたらしく、ゴライアスらのピンチにはヘリで救出に向かった。ザ・パックとの最終決戦ではジャッカルとハイエナに浚われたブロードウェイを助けるために、自らパワードスーツを装着して救出に向かい因縁の相手であるサイバーハイエナを敗った。
ウルフフォックス
フォックスがザナトスからの結婚祝いとして贈られたオーディンの瞳を首飾りとしてつけたために変身した狼人間。変身するようになってから数日が経過していたため疲労により過労死するまで後24時間の程度の命となっていた。ゴライアスを凌ぐ巨体であり、戦闘能力も高く不意打ちとはいえ新型銃を装備したスカイガーゴイルを一撃で大破させている。しかし、ゴライアスを凌ぐ巨体なわりにはゴライアスよりもパワーは劣っている。最後は、ゴライアスと新型のスーツを装着したザナトスに瞳を外され元に戻った。
ディンゴ/ナイト
本名は不明。ザナトスによるとチェスでいうナイトに当たるという。オーストラリア出身で唯一最後までサイボーグ化しなかった。普段は特殊スーツを着用して戦う。連続強盗犯だったが後に更生しオーストラリアを守るヒーローとなった。
アップグレードディンゴ
自らをサイボーグ化することを躊躇ったディンゴがスカイガーゴイルと同様に特殊スーツを身に纏った姿。外装は頑丈で右腕のレーザーガンと掌からの超音波砲を武器として戦う。一度はサイバーウルフとのタッグでゴライアスを追い詰めるも敗北し、2度目の戦いではクレーン車の磁石を利用されてエリサに敗れる。オーストラリアに登場した際にはバージョンアップを受けたらしくパワーアップしていた。
マトリックスディンゴ
ディンゴがマトリックスと同化した姿。同化してオーストラリアを守っていくことを誓う。ただし、マトリックスの持っていた物体や物質に変化するなどの能力は同化してしまったため使えなくなってしまっている。
マトリックス
フォックスと母親のティタニアが共同開発した超金属生命体で究極の液体金属ナノマシンでもある。普段は人間体にもなれるものの液体金属状の姿をしており最大の特徴は触れた物体や物質や生物を侵食し自分の好きなように勝手に作り変え進化させてしまう能力である。さらに打撃そのものが通じず体を物体や物質に自在に変化させられる他、地中を自在に移動し、神出鬼没に相手を攻撃することも可能。放置していれば24時間で地球を完全に侵食してしまう。倒すには地球ごと爆破するか、マトリックスが作り出した仮装空間内でマトリックスを説得し侵食を止めさせるしか方法がない。最後には地球すらも侵食し自らの一部としようとするが、自らが作り出した仮装空間内でゴライアスとディンゴと対決したものの、ゴライアスに自分のエネルギー吸収され、ハードワイヤードゴライアスに変身されたゴライアスとディンゴに一方的に追い詰められゴライアスの説得もあり地球侵食を諦めた。その後はディンゴと同化し正義を学ぶためにオーストラリアを守っていくこととなった。コミック第1巻の1ページ目の悪役紹介で紹介された最初の悪役である。
体をナイフや触手や刃物状に変形させて相手を刺し貫くことも可能である。しかし、液体金属ながらも人間などに擬態することはできない。ただし、人間と装着者に害のないように融合することは可能である。
タスマニアタイガー
生き残ったタスマニアタイガーを使って強盗を行う強盗犯。コミックのみの登場。ディンゴのライバルで雌雄のタスマニアタイガーを武器として使う。グレッグ・ワイズマンが正式に許可をとりデアデビルとバットマンのデザインを流用しており、姿はアニメ版のバットマンそのものである。
コヨーテ1.0/キング
声 - 飛田展男/英 - ジョナサン・フレイクス
ザナトスのロボットが特殊スーツを身に纏った姿。ザナトス曰くチェスでいうキング。戦闘能力こそゴライアスに劣るものの腕に超音波砲などの強力な武器を装備している。最後はレキシントンにレーザーガンで胴体を貫かれ、ゴライアスの蹴りで頭部を吹き飛ばされ大破。頭部は後にコヨーテ2.0に利用された。
コヨーテスケルトンヘッド
声 - 飛田展男/英 - ジョナサン・フレイクス
コヨーテ1.0の頭部で最初はザナトスと同様の顔であったが、ブロンクスに噛まれ右側の皮膚が剥がれ一部が髑髏のようになっている。船上での戦いでゴライアスの飛び蹴りでコヨーテ1.0の胴体から切断されるが、ザナトスによりなんらかの手段で回収され後にコヨーテ2.0のボディに移植される。この2.0に装備されていた頭部はゴライアスにより素手で潰されて投げ捨てられた。次に製作された頭部はコヨーテ3.0に移植されたが、アヌビスジャッカルにより3.0のボディもろとも破壊された。4.0に装備されたものは鉄骨の下敷きになり4.0もろとも潰されて破壊された。
コヨーテ2.0
声 - 飛田展男/英 - ジョナサン・フレイクス
コヨーテ1.0の頭部を移植された巨大ロボットで巨体の上に素早い。1.0同様音波砲などの武器を装備している。最後はゴライアスに弱点の頭部を捥がれゴライアスとブロードウェイの体当たりを受けて電車に轢かれて破壊される。
コヨーテ3.0
声 - 飛田展男/英 - ジョナサン・フレイクス
アヌビス復活のためにエジプトに出現。他のコヨーテシリーズと比べられないぐらい戦闘能力は低く、スティールクランロボットにも劣り、ブロンクスやエリサにすらパワー負けしてしまうほど。背中に装備されたジェットにより4.0同様に飛行が可能。武器は装備されており、右腕のレーザーガンとワイヤーの他に高圧電流の流れるケーブルを武器として使用する。暴走したアヌビスジャッカルに一撃で破壊される。
コヨーテ4.0
声 - 飛田展男/英 - ジョナサン・フレイクス
かなりの巨体を誇り、戦闘能力も恐ろしく高くなったコヨーテの最新型。頭部に連射型のレーザー砲を装備し右腕に超音波砲と両腕に強力な破壊力を持つレーザーガンを装備している。さらにスカイガーゴイル同様に両足などにジェットを装備しており自在に飛行が可能。一度はゴライアスとアンジェラを圧倒するも、2度目の戦いでは空中戦でゴライアスと激闘を展開したがスピード負けしていた。最後は胴体に閉じ込めていた人質のコヨーテをアンジェラに奪還されたあげく、ゴライアスに鉄骨で串刺しにされ、なおも立ち上がるもコヨーテの陽動作戦により鉄骨の下敷きになって完全に大破。なお、大破した状態でも腕だけはしばらく動いていた。外装は魔法の釜を溶かした鉄で作られている。上記のように胴体にコヨーテを人質にとっており、ゴライアスは文字通り攻撃することができなかったため、アンジェラがいなければゴライアスに勝っていた可能性もある。
コヨーテ5.0
コミック版に登場。外見はコヨーテ4.0の強化型のような姿をしている。より2.0に近い容姿となっており、コヨーテの口の中に1.0の頭部があるのが特徴。超ザ・パックのリーダーとしてコヨーテ6.0と共にゴライアスらに最後の戦いを挑む。ゴライアスに空中戦を挑むが最後はエレクトロニックゴライアスのガーゴイルサンダーで破壊された。
コヨーテ6.0
コヨーテ5.0の強化型。戦闘能力はコヨーテ5.0を凌ぐうえに武器も最新鋭のものを装備している。5.0と共にゴライスらマンハッタン一族と対決した。アニメ未登場。ビーナスストームアンジェラと戦うも、最後はビーナスイリュージョンで撃破された。
コヨーテX
もう一つのさらに未来の世界に登場した最強最後のコヨーテ。5.0、6.0をはるかに凌ぐ攻撃力を持ちかなりの巨体を誇る巨大ロボットで4.0と同様に優れた飛行能力を持つ。未来で逞しくなったアンジェラの陽動作戦により地面に叩きつけられて破壊される。
スーパーザ・パック（SuperThe Pack）
コミックのみに登場。フォックスが引退しディンゴが脱退したためザナトスが新しく組織した新しいザ・パック。強化改造されたサイバーウルフ達3人に加えコヨーテ5.0とコヨーテ6.0が新たに加わった。アニメではザナトスがオベロン戦でゴライアスらと和解してしまったため組織されることはなかった。
サイバーウルフII
スーパーザ・パックの一員。強化改造され巨大な狼男のような姿となり前よりも怪力になっており戦闘能力は以前より格段に向上している。コヨーテ5.0らと共にマンハッタン一族に最後の戦いを挑む。
サイバージャッカルII
サイバージャッカルも強化改造を受け、弱点の関節部分が強化されている。全身の武装も以前より増えており戦闘能力も高い。以前と同様に飛行能力を備えており飛行速度もアップしている。
サイバーハイエナII
サイバーハイエナもジャッカルと同様に強化改造を受けパワーアップしている。以前と同様に全身にミサイルやチェーンソーなどの強力な武器を装備しており、サイバーウルフやサイバージャッカルを凌ぐ体術を武器にマンハッタン一族と戦う。
ザナトス特攻部隊
ザナトスの命令により暗殺や盗みなどを行う特殊部隊。セバリアスの部下でもある。青い特殊スーツとゴーグルに身を包み、レーザーガンや手榴弾などを武器とする。アニメではネッシーとビッグダディの「モンスターメテオ」によりネッシー型の潜水艦もろともネス湖に沈められ全員が水死したためシーズン2以降は登場していない。中には一人だけ金髪の女性も確認できる。
ブルーノ
特攻部隊の隊長。ゴライアスを暗殺しようとしたが失敗し、その後の公園でのエリサ一人との戦いでは部下のほとんどを倒され、エリサ相手に肉弾戦を挑むもエリサに腕力で敵うはずもなく一本背負いにより完敗した。ネス湖では別の潜水艇に乗っていたため生存した。特攻部隊唯一の生き残り。
女性コマンドー
声 - キャス・スーシー
特攻部隊のサブリーダー的な存在で金髪の女性。射撃を得意とし、エリサやゴライアスを苦しめた。公園でのエリサとの戦いでは水中に引きずり込まれて他の隊員と同様に敗北している。ネス湖でネッシーとビッグダディのモスターメテオにより他の隊員もろとも溺死した。
アーチメイジ
ゴライアスの宿敵の一人。元はマルコム王子の側近であった魔法使いの老人。危険と判断した王子により追放されるが、反乱を起こして王子に毒矢で重傷を負わせる。ゴライアス、デモーナ、ハドソンに隠れ家で追い詰められ、ゴライアスの体当たりを受け崖下に転落。王子も隠れ家で見つけた解毒剤の作り方を知ったメイガスにより救われる。しかし、アーチメイジ自身は未来から分裂してテレポートしてきた未来のゲートと瞳を装着したアーチメイジにより救われており生存していた。最終的には二人のアーチメイジはゴライアスを倒すべく融合し、さらにグリモラム全書を取り込んだことにより圧倒的な戦闘能力を発揮するようになった。能力は両手から放つ電撃の他、フェニックスゲートとオーディンの瞳を装着したことにより過去と未来を自在に行き来できるようになり、弱い頃の相手を攻撃することも可能となった。しかし、同じくピンチになると勝手に分裂し、過去や未来の自分が助けに来るゴライアスに対しては無効だった。アバロン島でゴライアスを電撃により追い詰めるが、アンジェラの加勢により逆転されゴライアスにゲートを外されたことにより瞳が暴走し消滅した。
トニー・ドレイコン
声 - 英 - リチャード・グリエコ
ギャング団のボスで裏では、レーザーガンの密輸などを行っている。射撃を得意としているが、力や格闘能力はエリサに劣る。証拠を残さずに悪事を行っていたためなかなか逮捕できなかったが、エリサやアンジェラらの活躍により一味全員が一網打尽となった。最後は獄中でブロドと仲良く殴り合いをしていた。演じたリチャードは後に映画『ロード・オブ・ザ・リベンジ』で再び射撃を得意とするギャングのボス役を演じており、アンジェラ役のブリジット・バーコ演じる主婦と死闘を展開した。
ドミニク・ドレイコン
ドレイコンの祖父。ドレイコンとの先祖の財産を狙う争奪戦で登場。裏では様々な悪事を働いている。ドミニク・デスティーヌとの関連は不明。実は財産などなかったということを知りエリサの説得に応じ、おとなしく投獄された。
メガネ
本名不明。メガネを掛けているためドレイコンにあだ名としてそう呼ばれている。黒人でドレイコンの側近を務めており長年エリサらを苦しめたがドレイコン共々逮捕される。
トーマス・ブロド
プラハを拠点としていたギャング団で後にマンハッタンに襲来した。ドレイコンのライバルとなり互いに抗争を繰り広げたが、最後はエリサらに一網打尽にされドレイコンと獄中で相部屋となり殴り合いをしていた。なお、初めてゴライアスらと出会ったときはプラハでゴーレムを強奪している。
プロテウス
声 - 英 - ロディ・マクドウォール
神の一種。古代神話の島の特別な牢獄にタウロスの父を殺した容疑で収監されている。誰にでも変身できる変身能力をもっており恐るべき点は変身すると相手の姿だけではなく相手の能力までもコピーできるという点である。ただし本来のこの姿では戦闘力は低い。古代神話の島でエリサに神殿の爆破を妨害されたためエリサに復讐するべくマンハッタンに現れ、ゴライアスを人質にすることを画策。2度目の戦いでは勘が鋭いエリサを避けて鈍感なゴライアスを浚って人質にとり戦いを挑むが、エリサとの一騎討ちでは押され気味で最後はタウロスに電撃銃で倒され、再び投獄された。エリサの他、ゴライアス、タウロス、タウロスの父にも化けている。
サイクロプス
プロテウスが変身した一つ目の巨人でプロテウスの戦闘用の形態。戦闘能力はかなり高く怪力を武器とし、背後からの不意打ちでゴライアスを2度倒している。神殿でのタウロスとの正面対決では弱点の目にパンチを受けて一撃で敗北し投獄された。
巨大ガーゴイル
プロテウスの新たなる強化変身形態で6本の腕を持つ巨大なガーゴイル。アントン・セバリアスJrすらもはるかに上回る巨体を誇り凄まじい怪力を誇る。しかし、アンジェラに背後をとられて苦戦するなどアントンよりは弱いようである。
ドラキュラ
旅編に登場。ヴァンパイア一族最強最後のヴァンパイアでヴァンパイア一族の皇帝。夜の支配者であり普段はドラキュラ城に住んでいる。一族最強の皇帝の名に相応しく恐るべき戦闘能力を持つ。両腕から放つ光刃状のエネルギー波などを武器とする。城の近くに侵入したゴライアスらを敵視し、ドラキュラ城でアンジェラに一騎討ちを挑むが、アンジェラに圧倒され助命される。その後、朝が来てしまい日光を浴びて消滅した。アニメには未登場。
エクスカリバードラゴン
胸にエクスカリバーを隠し持つ長い間石化され眠っていたドラゴン。王の証であるエクスカリバーを狙うマクベスにより発見されるが、駆けつけたアーサー王達の目の前で目覚めて暴れ出し、アーサー王、グリフ、マクベスを相手に空中戦を展開するが、真の王であるアーサー王によりエクスカリバーを抜き取られたことにより粉々になり消滅した。
女性テロリスト
声 - キャス・スーシー
銀行に立て篭もったテロリストのリーダーでマーゴットやブレンダンも含む人質をとり銃を乱射してなにかを警察に要求していた。過激派であるが要求さえ通れば人質に危害を加えるつもりはなかった模様。人質を無視して突入してきたゴライアスらに追い詰められ、最後まで抵抗するがゴライアスに容赦なく蹴り飛ばされて敗北。敗北後ゴライアスに「私を殺すのか？」と問うが、ゴライアスの答えは「いいや」であった。この直後にゴライアスの元に魔女三姉妹が現れ人間を殺さないことについて「そう、それでいいの」とゴライアスに伝えた。
テロリスト
リーダーに率いられたテロリスト集団で銀行を占拠した。しかし、人質を無視して突入してきたレキシントンらに敗北しリーダー共々、逮捕される。

### 第3勢力
サイラゴ
声 - 楠大典/英 - キース・デイヴィッド
ゴライアスのクローン。格闘能力と経験値ではゴライアスに劣るものの知力はゴライアスを凌ぐ。
デライラ
声 - 加藤優子/英-サリー・リチャードソン
デモーナとエリサ・マーザの血液から作られたガーゴイル。アンジェラの身体能力とエリサの格闘能力を持ち、戦闘能力はバーバンクやハリウッドを凌ぐ。体色はアンジェラと違い茶色でエリサのような上着を着用している。人間の遺伝子を持つためか両目の色は唯一白黒目である。アンジェラと対戦するもアンジェラが予想外に強かったためにかすり傷一つ与えられずに敗北する。その後はタロン達と共に地下鉄道に住んでいた。コミックでは後にジャスミンに説得され、サイラゴ軍団に追い詰められたゴライアスをジャスミンと共に助けている。その後サイラゴらと共に地下鉄道に住むこととなった。アニメでは、最後は誕生が遅かった為に石化するのは遅かったが、ウイルスを持って逃走したサイラゴを追いかけている途中、アンジェラとブルックリンに支えられながら寿命を迎え空中で石化した。名前の由来はサムソンとデリラのデリラから。言語版では妖婦と称される。
バーバンク
声 - 宗矢樹頼/英-エドワード・アズナー
ハドソンの血液から作られたハドソンのクローン。ハドソンと違い黒髪で体色は黄色でハドソンの剣が強化された斧の「バーバンクアックス」を武器とし両目の色は赤い。容姿は若い頃のハドソンに似ており戦闘能力はハドソンを凌いでいる。最後はハドソンが駆けつけたときには既に寿命により石化していた。
マリブ
声 - 加瀬康之/英-ジェフ・ベネット
ブルックリンの血液から造られたブルックリンのクローン。体色は緑色で髪の色は黒く両目は赤色。ブルックリンの髪の毛が白髪のためこちらは黒髪である。最後はバーバンク共々石化した。ブルックリンとの一騎討ちでは圧勝している。
ハリウッド
声 - 高瀬右光/英 - ビル・ファッガーバッケ
ブロードウェイのクローン。オリジナルをはるかに上回る巨体を誇り、容姿はオリジナルとは似ても似つかない。体色は濃い肌色で髪の毛はなく両目は赤。恐ろしい怪力を誇る。最後はバーバンク達と共に石化した。
ブレントウッド
声 - 加藤将之/英 - トム・アドコックス＝エルナンデス
レキシントンのクローン。体色は漆黒で両目は赤く戦闘能力はオリジナルをはるかに凌ぎ滑空能力も高い。最後はバーバンク達と共に石化。
アントン・セバリアスJr.
声 - 郷里大輔
ゴライアスらから採取した血液から造られた合体クローンガーゴイル。ゴライアスやデモーナなど全員分のガーゴイルの遺伝子を持っておりかなりの巨体を誇る。戦闘能力は極めて高い。ただセバリアスに利用されているだけということを知って全く戦う気がなく戦意を喪失したゴライアスを圧倒するが、助けに来たサイラゴの持ってきたセバリアスが開発したクローン破壊ウイルスをゴライアスによって左手に注射され石化（死亡した。）仕方なかったとはいえゴライアスは殺してしまったことを激しく後悔していた。現代編でゴライアスが殺した最初で最後の相手。セバリアスはガーゴイルであるが自分の息子と思っており、石化したときは本気で悲しんでいた。その後、セバリアスは必ず生き返らせると言っていたものの生き返らせることができたのは定かではない。
マクベス
（声-英ジョン・リス＝デイヴィス）
ゴライアスとデモーナのライバルで第3勢力。戸籍上の名前は「レノックス・マクダフ」「レノックス・マクベス」。過去編と現代編共通の登場人物で数百年間生きている。運命の三女神によりデモーナとリンクさせられ不老不死にされており、アーチメイジに操られていた。ギルカムゲインにより父親のフィンドレイを転落死させられたため仇を討つべくデモーナと共闘し、以後はデモーナと親衛隊のガーゴイルと同盟を結ぶ。過去編の王時代は国民と国のことを第一に考える立派な王であったが、デモーナに裏切られてからはデモーナを倒すべくガーゴイルら全員を狙うハンターとなった。性格は案外フェアで身動きできない相手は狙わない。デモーナと魔法によりリンクしており不老不死である。マンハッタン一族との戦いの後はアーサー王と親友となり、新たに生きる目的を見つけ出し、デモーナを倒すことを諦め「レノックス・マクダフ」という名前で考古学の教授に就任した。その後、ガーゴイルに味方するようになり、テレビで「ガーゴイルは守っていくべき存在である」と主張し、マーゴット・エールと言い争いをしていた。
ハンター
ゴライアスの妻デモーナのライバル。全員がデモーナ打倒を誓っている。
3悪人
マンハッタンの悪人3人組で町を荒らすチンピラ。メリケンサックや鉄パイプやチェーンなどで武装している。何度逮捕されても犯罪を繰り返すためエリサの悩みの種である。
オベロン
妖精の王で神々の一種でありティタニアの夫。
ティタニア/アナスタシア・レナード
オベロンの妻で数百年間の一時期離婚していたが後に再婚した。フォックスの母親でアレクサンダーの祖母でもある。オベロンに仕えてはいるもののティタニアの提案や意見にはオベロンもあっさり従ったりオベロンの力を簡単に奪い取るなど本気を出せばオベロンよりも実力は上なのかもしれない。
運命の三女神
声 - 前田ゆきえ/英 - キャス・スーシー
黒髪の魔女、金髪の魔女、白髪の魔女の3人からなる三姉妹の魔女でオベロンとティタニアの子供達の一人で侍女であり、オベロンの子供達の中では最強である。黒髪の魔女が「フェーベ」白髪の魔女が「ルナ」金髪の魔女が「セレネ」という名前である。魔法を使うときは三位一体でないと使えない。デモーナとマクベスを魔法によりリンクさせ不老不死にした張本人。メイガスらに奪われたアバロン島を奪還するためにアーチメジと組んでいた時期もあった。アニメではバンシーの時を最後に登場することはなかったが、コミック版では最終巻近くまで何度か登場している。神の一種である為、その魔法はなんでも可能であり粉々にされた死者を復活させたりできる他、記憶操作や物体や物質の変化に過去や未来を自在に行き来して弱い頃の相手を攻撃したり、相手を不死身にすることもできる。
フェーベ
三姉妹の長女で三姉妹のリーダー格で黒髪の魔女。3人揃っての登場ではほとんど真ん中に立っている。ゴライアスがデモーナのように人間を憎むようになりいずれ人間を滅ぼすのではないかと危惧しており、ゴライアスに警告を行っている。元来悪人ではないため言っている事は正しいことが多い。様々な魔法を使い粉々にされた死者を復活させたりできる他、記憶操作や相手を不死身にすることもできる。
ルナ
白髪の魔女。他の2人とは仲が良く三姉妹の次女であるとされている。魔法を使う際には3人で協力して魔法を使う。アヴァロンを奪還するべくデモーナとマクベスを利用いていたが、デモーナが町の人々を石化して破壊した時には破片から魔法で生き返らせている。
セレネ
金髪の魔女で三姉妹の三女。他の2人と協力して強大な魔法を使う。フェーベやルナと同様で仲が良い。神の一種である為、一応人間には優しい。
少女
ゴライアスらの前に初めて現れた時の姿。ゴライアスに対して「デモーナのようにならないで」と警告している。この言葉の意味は後に「ハンターの執念」で明らかになる。
侍女
ダンカンの元に潜入していた時にこの姿に変身。ダンカンを利用するために侍女としてダンカンに仕えていた。
梟
メイガスとの戦いのときに使用。飛行して空中から攻撃するが、メイガスにあっさり敗北した。
若者
デモーナの暴走を止めるためマンハッタンに潜入した姿で3人ともカジュアル服で現代風な衣装を着ている。
秘書
ザナトスの元に秘書として潜入したときの姿。普段とは完全に容姿が異なり、オーエンを模した容姿をしており3人共眼鏡を着用。
老ガーゴイル
デモーナにマクベスと手を組むように説得するためにこの姿に変身。デモーナに同盟を結ぶことを決断させる。デモーナに仲間にならないかと誘われたが、当然ながら断った。
老魔女
ダンカンを侮辱し、マクベスに父の仇を教えるために変身。この言葉によりマクベスは同盟を結ぶことを決意した。
パック
陽気な妖精で元はオベロンに仕えていたがザナトスに仕えるようになってからはオベロンを裏切りクーデターを企てる。オベロンとの戦いでは得意の魔術で圧倒するも敗北。その後はオベロンに命じられオーエンの姿でアレクサンダーの教育係を務めている。デモーナに魔法の鏡から呼び出されたときには、呼び出してくれた礼として贈り物によりデモーナにドミニク・デスティーヌの姿を授けた。自分を楽しませてくれたデモーナを気に入っているようである。
婆様
ニックの祖母でオベロンの子供の一人。ゴライアス達の味方であり様々な魔法を使え、レイヴンから村を守ろうとする。ニックが勇者として覚醒した後は全身から水を出しゴライアスらを次の国へと送った。
シーモンスター
婆様が変身したウミヘビ型の巨大モンスターでゴライアスらの実力を試すために海でゴライアスを襲撃するが、ゴライアスに顎を裂かれて敗北する。
バードモンスター
婆様がレイヴンと戦うために変身した巨大な鳥のモンスターで誤解からゴライアスらと戦うが、ゴライアスに爪で胴体を裂かれて敗北する。
アナーシー
魔法を使う巨大な蜘蛛。普段はアフリカのジャングルに生息しており近くを通りかかる動物を獲物としている。からかわれた腹いせにクイーンパンサーを昼間は人間になるようにしたのもアナーシーである。ゴライアスとアンジェラに倒されて消滅したがしっかりと生きており後にオベロンの元に現れている。
バンシー
アイルランドの妖精で強烈な奇声で攻撃してくる緑色で色白の亡霊のような魔女。人間体への変身能力も持っている。亡霊のような姿のときには強力な奇声で攻撃し、変身した巨大な龍のような姿のときには怪力や尻尾で攻撃していくる。亡霊のような形態のときも怪力であり3人の魔女ですら捕り抑えるのに苦労するほど。クー・フーリンの光の矢により消滅したが生きており、後に集会でオーディンとも戦いオベロンに氷漬けにされ戦いを中断された。本人はオベロンを王として認めていないらしい。
バンシードラゴン
バンシーの変身形態で巨大な龍の姿をしている。バンシー形態以上の怪力だが奇声が使えなくなっているものの戦闘能力は高い。一度はクー・フーリンの光の矢により消滅したが生きていた。集会でオーディーンポーラーベアと対決するが、オベロンに氷付けにされ戦いを中断されてしまった。
オーディン
ノルウェーの妖精。かつてアーチメイジによって右目を奪われた神の一種。アーチメイジがゴライアスとアンジェラに倒された後は、新たな瞳の所有者であるゴライアスを付け狙った。巨大なホッキョクグマの姿に変身することが可能。瞳を付けて変身したオーディンゴライアスと対決するも、ほぼ一方的に圧倒されオーディンゴライアスに殺されかけるがアンジェラに助けられる。その後ゴライアスらと和解した。オベロンの元ではポーラベアーに変身し龍形態に変身したバンシーと争いになるが、オベロンに氷漬けにされ戦いを中断された。
オーディンポーラーベアー
オーディンの変身体で4m級の巨大なホッキョクグマの姿をしている。怪力だがオーディンよりも戦闘能力は劣り光線技なども使えない。瞳を奪還すべくゴライアス、アンジェラ、ブロンクスと対決するも得意のパンチ連打も顔などに命中させても対して効いておらず、ゴライアスの蹴りであっさり敗北した。2度目はバンシーの変身した龍と対決するも戦いの途中でオベロンに氷漬けにされ戦いを中断された。
レイヴン
北アメリカの海岸地帯の島の烏の妖精で、魔術を使いこなし普段は烏に似たガーゴイルに擬態している。しかし、擬似ガーゴイルにもかかわらずデモーナと違い日光を浴びると石化してしまう。卑怯な性格で村を乗っ取るためにゴライアスらと戦い、ゴライアスやアンジェラよりも弱いニックになら勝てると思い戦いを挑むが、最後はニックとの一騎討ちに敗れて逃走した。魔法が使えるものの戦闘能力はゴライアスやアンジェラとは比較にならないほど劣っている。擬似ガーゴイルであるため尻尾が無い。
トーテムポールガーゴイル
レイヴンが魔法により作り出した、クマとオオカミと鳥のガーゴイル。正体は木であり、普段はトーテムポールに擬態しており、戦闘時にはガーゴイルの姿となる。クマのガーゴイルはゴライアスを僅かながら苦戦させるもゴライアスに素手で破壊され、オオカミのガーゴイルはアンジェラになにもできずに瞬殺され、残った鳥のガーゴイルもブロンクスの不意打ちで破壊された。コミック版では数が多い。
クー・フーリン
アイルランドの光の矢を武器とする妖精の勇者。長い間人間の姿でいたもののアルスターの猟犬でもあったブロンクスとの出会いにより勇者の姿に覚醒する。その後、ゴライアス、アンジェラ、ブロンクスの援護を受けて龍形態のバンシーを光の矢で消滅させた。その後、生きていたバンシーと共にオベロンの集会に現れている。
ペガサス
オベロンの開いた集会に現れたペガサス。ゴライアス達の旅では出会わなかった。
ケンタウロス
オベロンの集会に現れた。旅編では未登場。
コヨーテ
北アメリカのトリックスターの妖精。スカイガーゴイルはこのコヨーテを利用するべく狙っていたがゴライアスとアンジェラに阻止される。一度はコヨーテ4.0に捕獲され胴体に閉じ込められるがアンジェラに助け出される。最後には陽動作戦でゴライアスの攻撃で弱体化したコヨーテ4.0を鉄骨の下敷きにして倒した。後にオベロンの集会に現れている。2003年に発売された同じディズニーの作品であるアトランティス 帝国最後の謎（原題：Atlantis: Milo's Return）にトリックスターのコヨーテとしてゲスト出演しているが、この作品では複数の個体が登場しているためこのコヨーテの子供達の可能性がある。
アヌビス
エジプト出身の死を司る神。事故死した息子を復活させようとする司祭により呼び出されるが、サイバージャッカルの陰謀によりサイバージャッカルと融合してしまいアヌビスジャッカルとなる。本人に悪意はないがサイバージャッカルの邪心により暴走する。アヌビスジャッカル時は右目からの黒煙を武器としていた。その後、ジャッカルとの合体を離れ司祭と融合し共にピラミッドの崩壊により瓦礫の下敷きとなるがちゃんと生きており、後にオベロンの集会に現れた。神々の中でも理性的で話が通じる相手。
クオーリーメン
ジョン・キャスウェイが組織したガーゴイルに不満を持つ住民達を集めた自警団。特殊スーツと強力なハンマーを武器にマンハッタン一族と戦う。しかし、一般人であるためかゴライアスやアンジェラにあっさり蹴散らされるなど戦闘能力はそこまで高くないようである。
ザ・アサシン
デモーナが雇ったクォーリーメンの暗殺者でアンジェラとゴライアスを付け狙う。デモーナに依頼されていたのはゴライアスの暗殺であったが、勝手にアンジェラも狙うことに決めたようである。黒と赤の特殊スーツを身に纏い迷彩機能により透明化することが可能。強力な青い光弾を放つプラズマガンを武器とする。透明化しアンジェラを弄びいたぶり、ゴライアスも圧倒するが、同じ場所から撃ち続けていたため動きを見切られゴライアスに両手に巻きつけられていた鎖を利用されて敗れる。その後の消息は不明。コミックでは素手のアンジェラにあっさり倒された。スーツの力により高層ビルの間を跳躍により移動する。装備しているプラズマガンは設定上、プレデターのプラズマ砲の数倍も強力な破壊力を誇りブロックで覆われた頑丈な壁も一撃で粉々に粉砕する破壊力を持つ。ただし、アジェラ、ゴライアス、デモーナには体が頑丈なためか直撃してもよろつく程度のダメージしか与えられなかった。
- その他 - 渡辺英雄[2]

## 旅をした国
アーチメイジを退けたゴライアスらはアバロン島の魔法によりエリサ、アンジェラ、ブロンクスと共に船でそれぞれの国の危機を救うのとマンハッタンに帰国するための世界各国を回る旅に出る、ゴライアスらが役割を終えて次の国へ移動する際には船ごと次元を超えて次の国へと移動する。それぞれの国で果たす役割はほぼ同じだが、その国によって役割が異なることがある。ゴライアス一行には、各国において使命を果たす為に必要な役割（ヒョウを密猟者から保護する・森を守る・各国の妖精や勇者を目覚めさせるなど）が用意されており、活躍する人物も国の移動と共に異なる。ゴライアスやアンジェラがその国の妖精やガーゴイルや超人と共にその国の敵を倒すという内容だが、ゴライアスはコミックでは見せ場があるもののアニメでは主人公のゴライアスは基本的にその国の妖精や勇者の完全な引き立て役である。ただし、ゴライアスの娘のアンジェラは活躍の場は多かった。なお、大半のトラブルの原因はゴライアスであり、自分でトラブルをややこしくしている。過去のゴライアスが未来のゴライアスを窮地に追い込んでしまうこともあった。
マンハッタン
- 活躍した場所：ブルックリンや地下鉄道など
- ハドソンらの役割：ゴライアスら不在の中でマンハッタンを守る

もう一つの未来ではサイバーザナトスが地球の支配者となっており、マンハッタンを本拠地にして地球を支配していた。本来のマンハッタンでハドソンらはクーデターを画策したファングらと対決しなければならなくなる。ゴライアスが不在の中でブルックリンは次長として成長し、ファングやマクベスらと戦う。
イギリスのスコットランド
- 活躍した場所：ワイバーン城の跡地・アーチメジの隠れ家
- ゴライアスの役割：裏切り者の隊長の亡霊と和解し、亡霊ヘイコンを封印すること。

アーチメイジの隠れ家でゴライアスは隊長とヘイコンの亡霊の襲撃を受け幻想攻撃に追い詰められる。ゴライアスはアバロンから裏切り者の隊長と和解するという使命を受けた。ゴライアスはアーチメイジの昔の隠れ家で因縁の相手と対決する。
イギリスのスコットランド
- 活躍した場所：ネス湖
- アンジェラの役割：セバリアスに捕獲されたビッグダディの娘を元気付け助けること

ネス湖でセバリアスに捕獲されたアンジェラは巨大な特別室でネス湖の怪物であるビッグダディの娘と出会う。アンジェラは衰弱した怪物の娘を回復させ助けなければならない。ここではセバリアスがビッグダディらを捕獲し、一儲けを企んでいた。
チェコ
- 活躍した場所：プラハの市街地
- ゴライアスらの役割：ゴーレムをレナードから奪還し、正義の巨人に戻すこと

重病により老い先が短くなったレナードがゴーレムを指導者から強奪し、魔法により自らの魂をゴーレムに封じ込め新たなる肉体にしてしまったため、ゴライアスはゴーレムをレナードから奪還しなければならなくなる。
北アメリカ
- 活躍した場所：海岸地帯の島
- 　ゴライアスとアンジェラの役割：レイヴンの野望を阻止し村を守ること

ゴライアスらはある海岸で海のモンスターの襲来を受ける。島に上陸したゴライアスらは謎のガーゴイルであるレイヴンと遭遇する。有効関係を装うレイヴンだったが、実は村を乗っ取ることが目的であった。ゴライアスらにはニックと協力し村を守る使命が与えられる。
エジプト
- 活躍した場所：エジプトのピラミッド
- ゴライアスらの役割：アヌビスジャッカルの暴走を止めること。

アバロン島の力によりエジプトに流されたゴライアスらはザ・パックと遭遇し、アヌビスを取り込みアヌビスジャッカルとなったサイバージャッカルと対決する。ザ・パックはザナトスの命令により死を司る神であるアヌビスを復活させ、死後の世界をも支配しようとする。しかし、ザナトスに協力するふりをしていたエミールには企みがあり、ゴライアスらはアバロン島よりアヌビスジャッカルの暴走を止めるよう使命を受ける。
フランス
- 活躍した場所：パリのノートルダム寺院とマクベスの屋敷
- エリサとゴライアスの役割：デモーナとサイラゴのパリ本拠地化の野望を砕くこと

ゴライアスら一行はパリでデモーナとサイラゴと遭遇する。ここではデモーナらの野望を砕きパリ本拠地化の計画を潰すことが使命である。ドミニク・デスティーヌの姿でマクベスと偽装結婚したデモーナを止め、デモーナとサイラゴのパリ本拠地化計画を潰す必要がある。ゴライアスはサイラゴと対決しなければならない。
アフリカ
- 活躍した場所：アフリカの密林
- アンジェラとゴライアスの役割：密猟者からヒョウを守ること

この国では、ゴライアスら旅の一行はテラら密猟者からヒョウを守り、アナーシーと対決することが使命となっている。テラがファラマコはもちろん無差別にヒョウを密猟していた。アンジェラとゴライアスは全ての原因を作ったこの地を支配するアナーシーを倒さなければならない。
イースター島
- 活躍した場所：ノッカーの宇宙船内
- ゴライアスらの役割：宇宙人守護兵の人間に対する誤解を解く

上陸したイースター島でゴライアスらはモアイ像のモデルにもなった地球の銀河系を守る宇宙人守護兵ノッカーと出会う。敵視するノッカーによってエリサが記憶を奪われてしまう。この島ではノッカーの誤解を解けば次の国に行くことができる。
古代神話の島
- 活躍した場所：天空のコントロールルーム
- エリサの役割：タウロスら神の一種らの人間に対する誤解を解く

ある島に上陸したゴライアスらは島の警察官であるタウロスらによりエリサが犯罪者として連行され裁判にかけられる。そのため、ゴライアスやアンジェラはエリサを釈放しようとする。この島ではガーゴイルではなく人間が嫌われる存在であり、人間に対しては裁判が行われる。一時釈放され滞在を許されたエリサだったが、ゴライアスの余計な行動のため再びタウロスに逮捕されてしまう。エリサが敵ではないとゴライアスとエリサは島の神々に証明しなければならない。
イギリス
- 活躍した場所：ロンドンの市街地
- ゴライアスの役割：後にアーサー王の僕となるグリフを救う

ロンドンで店を営むレオとウーナからグリフを助けるように頼まれたゴライアスはゲートにより自力で過去に飛びナチス戦争に参加しグリフを助けるという使命が与えられる。ゴライアスは過去で犠牲者を出さないようにナチの戦闘機の大軍とグリフと共に素手で戦うこととなる。そして、グリフを助ければ使命は成功となる。
オーストラリア
- 活躍した場所：砂漠地帯
- ゴライアスとアンジェラの役割：超生命体マトリックスの地球侵食の暴走を止め、ディンゴをヒーローに戻すこと

オーストラリアでディンゴと再会したゴライアスらは最強の生物型ナノマシンマトリックスの暴走を止めるためにマトリックスの支配する仮想空間で対決し勝利しなければならないという役割が与えられる。
北アメリカ
- 活躍した場所：砂漠のザナトス建設の建設地
- ゴライアスとアンジェラの役割：スカイガーゴイルとコヨーテ4.0の野望を阻止し、コヨーテを助ける

北アメリカに上陸したゴライアスらは、そこでザナトスが変身したスカイガーゴイルと新型のコヨーテ4.0と遭遇する。ザナトスは妖精のコヨーテを利用しようと狙っておりゴライアスはコヨーテ4.0に、アンジェラはスカイガーゴイルにそれぞれ勝利しコヨーテを守るという役割が与えられる。
アイルランド
- 活躍した場所：アイルランドの密林
- ブロンクスの役割：クー・フーリンを覚醒させる

この国ではゴライアスらはバンシーという亡霊のような魔女と対決する。ブロンクスはその地に住む人間の姿をしているフーリンに出会って、フーリンを覚醒させる役割を受ける。実はブロンクスの正体はアルスターの猟犬であったのである。ブロンクスはフーリンを目覚めさせバンシーを倒さなければならない。
ノルウェー
- 活躍した場所：ノルウェーの雪山
- ゴライアスの役割：オーディンに瞳を返却する

船で上陸したゴライアスらは、老人の姿をしたオーディンに瞳の返却を求められるが、危険と判断したため瞳の返却を拒絶。互いの真意を理解しきれないまま、ゴライアスはオーディンと対決することとなる。
グアテマラ
- 活躍した場所：グアテマラの森
- ゴライアスとアンジェラらの役割：グアテマラの森をサイバージャッカルとサイバーハイエナとレナードの会社員から守る

グラテマラの森でザフィーロらガーゴイル達と遭遇したゴライアスらはグラテマラの森を守ることとなる。今回の役割ではグアテマラのガーゴイル達と協力してサイバーハイエナやサイバージャッカルを退け、グラテマラの森を守り森の絶滅を防ぐのが使命となっている。
チベット
- 活躍した場所：チョモランマ
- アンジェラの役割：コールドストーンと親しくなること

コミックのエピソードで、チベットに上陸したゴライアスらはコールドストーンと再会する。アンジェラはコールドストーンの体内のもう一つの人格であるデズデモーナに後に体を貸すためにコールドストーンと親しくなるという使命がアバロン島から与えられる。
ルーマニア
- 活躍した場所：ルーマニアのドラキュラ城
- アンジェラの役割：ドラキュラを倒すこと

トランシルヴァニアに上陸した一行はある城でドラキュラの襲撃を受ける。強力な力を持つ夜の支配者であるドラキュラにドラキュラ城でドラキュラとアンジェラが対決することとなり、アンジェラが一対一でドラキュラに勝利することができれば使命は達成され、次に国に行くことができる。
日本
- 活躍した場所：タロウのテーマパーク
- ゴライアスとアンジェラらの役割：ガーゴイルを見せ物にしようと企むタロウの邪悪な野望を阻止する

ゴライアスらが上陸した日本のある町では人間とガーゴイルが共存しており、ガーゴイルは町を悪人から守っていた。ゴライアスらはリーダーであるガーゴイルのヤマらと出会う。しかし、ガーゴイルと友好関係を築いたフリをしたヤマ達の友人である人間のタロウの恐るべき野望があった。ゴライアスらにはアバロン島からタロウの配下である忍者軍団を倒しタロウの野望を阻止し日本のガーゴイル達を守る使命が与えられる。
もう一つのマンハッタン
- 活躍した場所：ザナトスタワー
- ゴライアスの役割：マンハッタン及び地球の支配者となったサイバーザナトスを倒し、妖精のパックを退ける

もう一つの世界。サイバーザナトスに逆らう者は、サイラゴトルーパーにより処刑される管理社会。ガーゴイルのレジスタンスはサイラゴトルーパー全体から反逆者として敵視され、サイラゴトルーパーはレジスタンスを発見しだい攻撃する。
地球の支配者として、スカイガーゴイルの強化体、サイバーザナトスが登場。

## 各話リスト
日本でも全78話を放送。シーズン2からはゴライアスによるナレーションが入る。
| 話数                                        | 話数      | 邦題                       | 原題                            | 放送日         | 放送日         |
| シーズン1                                   | シーズン1 | シーズン1                  | シーズン1                       | シーズン1      | シーズン1      |
| ------------------------------------------- | --------- | -------------------------- | ------------------------------- | -------------- | -------------- |
| 1                                           | 1         | ガーゴイルの目覚め パート1 | Awakening, Part 1               | 1994年10月24日 | 2005年12月2日  |
| 2                                           | 2         | ガーゴイルの目覚め パート2 | Awakening, Part 2               | 1994年10月25日 | 2005年12月4日  |
| 3                                           | 3         | ガーゴイルの目覚め パート3 | Awakening, Part 3               | 1994年10月26日 | 2005年12月6日  |
| 4                                           | 4         | ガーゴイルの目覚め パート4 | Awakening, Part 4               | 1994年10月27日 | 2005年12月7日  |
| 5                                           | 5         | ガーゴイルの目覚め パート5 | Awakening, Part 5               | 1994年10月28日 | 2005年12月8日  |
| 6                                           | 6         | 危険なハンターたち         | The Thrill of the Hunt          | 1994年11月4日  | 2005年12月9日  |
| 7                                           | 7         | しのびよる誘惑             | Temptation                      | 1994年11月11日 | 2005年12月12日 |
| 8                                           | 8         | 武器に魅せられて           | Deadly Force                    | 1994年11月18日 | 2005年12月13日 |
| 9                                           | 9         | マクベス登場               | Enter MacBeth                   | 1995年1月6日   | 2005年12月14日 |
| 10                                          | 10        | ザナトス復活               | The Edge                        | 1995年1月13日  | 2005年12月15日 |
| 11                                          | 11        | リーダーの条件             | Long Way to Morning             | 1995年1月20日  | 2005年12月16日 |
| 12                                          | 12        | エリサの弟                 | Her Brother's Keeper            | 1995年1月27日  | 2005年12月19日 |
| 13                                          | 13        | 新たなる目覚め             | Reawakening                     | 1995年2月3日   | 2005年12月20日 |
| シーズン2                                   |           |                            |                                 |                |                |
| 14                                          | 16        | 悲しき多重人格             | Legion                          | 1995年9月6日   | 2005年12月21日 |
| 15                                          | 15        | ミュータントを救え         | Metamorphosis                   | 1995年9月5日   | 2005年12月22日 |
| 16                                          | 17        | 魔法の書物                 | A Lighthouse in the Sea of Time | 1995年9月7日   | 2005年12月23日 |
| 17                                          | 14        | ザ・パックのリーダー       | Leader of the Pack              | 1995年9月4日   | 2005年12月26日 |
| 18                                          | 18        | 魔法の鏡                   | The Mirror                      | 1995年9月11日  | 2005年12月27日 |
| 19                                          | 19        | 銀の鷹                     | The Silver Falcon               | 1995年9月12日  | 2005年12月28日 |
| 20                                          | 20        | ザナトスの愛               | Eye of the Beholder             | 1995年9月13日  | 2005年12月29日 |
| 21                                          | 21        | 過去への旅                 | Vows                            | 1995年9月14日  | 2005年12月30日 |
| 22                                          | 22        | 石の都市 パート1           | City of Stone, Part 1           | 1995年9月18日  | 2006年1月2日   |
| 23                                          | 23        | 石の都市 パート2           | City of Stone, Part 2           | 1995年9月19日  | 2006年1月3日   |
| 24                                          | 24        | 石の都市 パート3           | City of Stone, Part 3           | 1995年9月20日  | 2006年1月4日   |
| 25                                          | 25        | 石の都市 パート4           | City of Stone, Part 4           | 1995年9月21日  | 2006年1月5日   |
| 26                                          | 26        | 真昼の都市                 | High Noon                       | 1995年9月25日  | 2006年1月6日   |
| 27                                          | 27        | 罪と罰                     | Outfoxed                        | 1995年9月28日  | 2006年1月9日   |
| 28                                          | 31        | 新生ザ・パック             | Upgrade                         | 1995年10月26日 | 2006年1月10日  |
| 29                                          | 33        | タロンとデレク             | The Cage                        | 1995年11月16日 | 2006年1月11日  |
| 30                                          | 30        | ふたりのゴライアス         | Double Jeopardy                 | 1995年11月6日  | 2006年1月12日  |
| 31                                          | 32        | 守られた街                 | Protection                      | 1995年11月13日 | 2006年1月13日  |
| 32                                          | 28        | 不滅への代償               | The Price                       | 1995年10月12日 | 2006年1月16日  |
| 33                                          | 29        | 謎の秘密結社               | Revelations                     | 1995年10月26日 | 2006年1月17日  |
| 34                                          | 34        | 伝説の島アバロン パート1   | Avalon, Part 1                  | 1995年11月20日 | 2006年1月18日  |
| 35                                          | 35        | 伝説の島アバロン パート2   | Avalon, Part 2                  | 1995年11月21日 | 2006年1月19日  |
| 36                                          | 36        | 伝説の島アバロン パート3   | Avalon, Part 3                  | 1995年11月22日 | 2006年1月20日  |
| 37                                          | 37        | 過去の幻                   | Shadows of the Past             | 1995年11月23日 | 2006年1月23日  |
| 38                                          | 40        | 守護者ゴーレム             | Golem                           | 1995年12月14日 | 2006年1月24日  |
| 39                                          | 39        | 怪物の宿命                 | Monsters                        | 1995年11月28日 | 2006年1月25日  |
| 40                                          | 43        | あの世からの訪問者         | Grief                           | 1995年12月28日 | 2007年10月29日 |
| 41                                          | 41        | いつわりの愛               | Sanctuary                       | 1995年12月18日 | 2007年10月30日 |
| 42                                          | 38        | 部族の村を守れ！           | Heritage                        | 1995年11月27日 | 2007年10月31日 |
| 43                                          | 46        | ヒーローの再生             | Walkabout                       | 1996年2月7日   | 2007年11月1日  |
| 44                                          | 44        | リーダーの使命             | Kingdom                         | 1996年2月5日   | 2007年11月2日  |
| 45                                          | 47        | 親子の情愛                 | Mark of the Panther             | 1996年2月8日   | 2007年11月5日  |
| 46                                          | 52        | 孤独な守護兵               | Sentinel                        | 1996年2月19日  | 2007年11月6日  |
| 47                                          | 42        | 戦争と友情                 | M.I.A.                          | 1995年12月21日 | 2007年11月7日  |
| 48                                          | 45        | アルスターの猟犬           | The Hound of Ulster             | 1996年2月6日   | 2007年11月8日  |
| 49                                          | 48        | 聖剣エクスカリバー         | Pendragon                       | 1996年2月12日  | 2007年11月9日  |
| 50                                          | 49        | 嵐の果てに                 | Eye of the Storm                | 1996年2月13日  | 2007年11月12日 |
| 51                                          | 50        | 古代神話の島               | The New Olympians               | 1996年2月14日  | 2007年11月13日 |
| 52                                          | 55        | アバロンの王 オベロン      | Ill Met by Moonlight            | 1996年2月22日  | 2007年11月14日 |
| 53                                          | 54        | 父の帰還                   | Cloud Fathers                   | 1996年2月21日  | 2007年11月15日 |
| 54                                          | 51        | 緑の森                     | The Green                       | 1996年2月15日  | 2007年11月16日 |
| 55                                          | 53        | 武士道                     | Bushido                         | 1996年2月20日  | 2007年11月19日 |
| 56                                          | 56        | 悪魔のマンハッタン         | Future Tense                    | 1996年4月25日  | 2007年11月20日 |
| 57                                          | 57        | 妖精たちの集い パート1     | The Gathering, Part 1           | 1996年4月29日  | 2007年11月21日 |
| 58                                          | 58        | 妖精たちの集い パート2     | The Gathering, Part 2           | 1996年4月30日  | 2007年11月22日 |
| 59                                          | 60        | ふたつのギャング           | Turf                            | 1996年3月6日   | 2007年11月23日 |
| 60                                          | 59        | 復讐の甘き香り             | Vendettas                       | 1996年3月1日   | 2007年11月26日 |
| 61                                          | 61        | デモーナの愛情             | The Reckoning                   | 1996年3月7日   | 2007年11月27日 |
| 62                                          | 62        | 魔法のレッスン             | Possession                      | 1996年3月8日   | 2007年11月28日 |
| 63                                          | 63        | ハンターの執念 パート1     | Hunter's Moon, Part 1           | 1996年3月13日  | 2007年11月29日 |
| 64                                          | 64        | ハンターの執念 パート2     | Hunter's Moon, Part 2           | 1996年3月14日  | 2007年11月30日 |
| 65                                          | 65        | ハンターの執念 パート3     | Hunter's Moon, Part 3           | 1996年3月15日  | ?              |
| シーズン3 Gargoyles: The Goliath Chronicles |           |                            |                                 |                |                |
| 66                                          | 66        | 敵か味方か                 | The Journey                     | 1996年9月7日   | ?              |
| 67                                          | 67        | 砕かれた野望               | Ransom                          | 1996年9月14日  | ?              |
| 68                                          | 68        | ほんとうの仲間             | Runaways                        | 1996年9月21日  | ?              |
| 69                                          | 69        | 夢のハリウッド・スター     | Broadway Goes to Hollywood      | 1996年9月28日  | ?              |
| 70                                          | 70        | ブロンクスの冒険           | A Bronx Tail                    | 1996年10月5日  | ?              |
| 71                                          | 71        | 希望の光                   | The Dying of the Light          | 1996年10月26日 | ?              |
| 72                                          | 72        | 裁かれるゴライアス         | And Justice for All             | 1996年11月2日  | ?              |
| 73                                          | 73        | セバリアスの息子           | Genesis Undone                  | 1996年11月9日  | ?              |
| 74                                          | 74        | 母の教え                   | Generations                     | 1996年11月16日 | ?              |
| 75                                          | 75        | ガーゴイルズの使命         | For It May Come True            | 1996年11月23日 | ?              |
| 76                                          | 76        | 試練に耐えて               | To Serve Mankind                | 1996年11月30日 | ?              |
| 77                                          | 77        | 信頼と友情                 | Seeing Isn't Believing          | 1997年2月8日   | ?              |
| 78                                          | 78        | 新たなる時代へ             | Angels in the Night             | 1997年2月15日  | ?              |

## 日本語版スタッフ
- 翻訳 - 荒木小職[要出典]
- 演出 - 小山悟
- 調整 - 新井保雄（HALF H・P STUDIO）[3]
- 録音制作 - HALF H・P STUDIO